# 詹姆斯·庫克
海軍上校詹姆斯·庫克，FRS，RN[?]（1728年11月7日—1779年2月14日），人稱庫克船長，英國皇家海軍軍官、航海家、探險家、製圖師，他曾經三度奉命出海前往太平洋，帶領船員成為首批登陸澳洲東岸和夏威夷群島的歐洲人，也創下首次有歐洲船隻環繞紐西蘭航行的紀錄。
庫克年少時曾於英國商船隊服役，1755年加入皇家海軍後，他參與過七年戰爭，後來又在魁北克圍城戰役期間協助繪製聖勞倫斯河河口大部份地區的地圖，戰後在1760年代為紐芬蘭島製作多張精細的地圖。庫克繪製地圖的才能獲得海軍部和皇家學會的青睞，促成他在1766年獲委任為HMS奮進號司令，首度出海往太平洋探索。
庫克曾經三度出海前往太平洋地區，在數千公里的航程途中深入不少地球上未為西方所知的地帶。透過運用測經儀，他為紐西蘭與夏威夷之間的太平洋島嶼繪製大量地圖，地圖的精確度和規模皆為前人所不能及。在探索旅途中，庫克也為不少新發現的島嶼和事物命名，大部份經他繪製的島嶼和海岸線地圖，都是首次出現於西方的地圖集和航海圖集內。在歷次的航海旅程中，他展現出集合航海技術、測量和繪圖技術、逆境自強能力和危機領導能力等各方面的才華。
1779年，庫克和他的船員在第三次探索太平洋期間，與夏威夷島民發生打鬥，他在事件中遇害身亡。庫克貢獻了航海科學和地理學知識，影響後繼者一直持續至20世紀，不少地方均建有紀念碑和雕像以表揚庫克的成就。不過，其探索成就同時影響西方國家後來殖民太平洋地區，使當地原居民的生活面貌和方式產生巨大轉變，此方面之影響長久以來都是政界和學術界的爭論焦點。

## 生平

### 早年生涯
庫克在1728年11月7日（即舊制儒略曆的1728年10月27日）生於英國約克郡馬頓（Marton，今米德爾斯伯勒市郊），他在當地的聖庫斯伯特教堂受洗，教堂的登記冊上現時仍載有他的名字。庫克在家中八名兄弟姊妹中排行第二，他的父親同樣名叫詹姆斯·庫克（1694年－1779年），原籍蘇格蘭凱爾塞附近的艾德納（Ednam），任職農場工人；母親名叫格雷絲·佩斯（Grace Pace，1701年／1702年－1765年），來自約克郡蒂斯河畔索納比。1736年，庫克的父親獲聘到位於大艾頓（Great Ayton）的艾雷霍姆茲農場（Airey Holme）工作，庫克一家遂遷到那裡居住。在農場主人托馬斯·史考托（Thomas Skottowe）出錢幫助下，庫克得以在當地波斯特蓋特學校（Postgate School）接受五年教育。

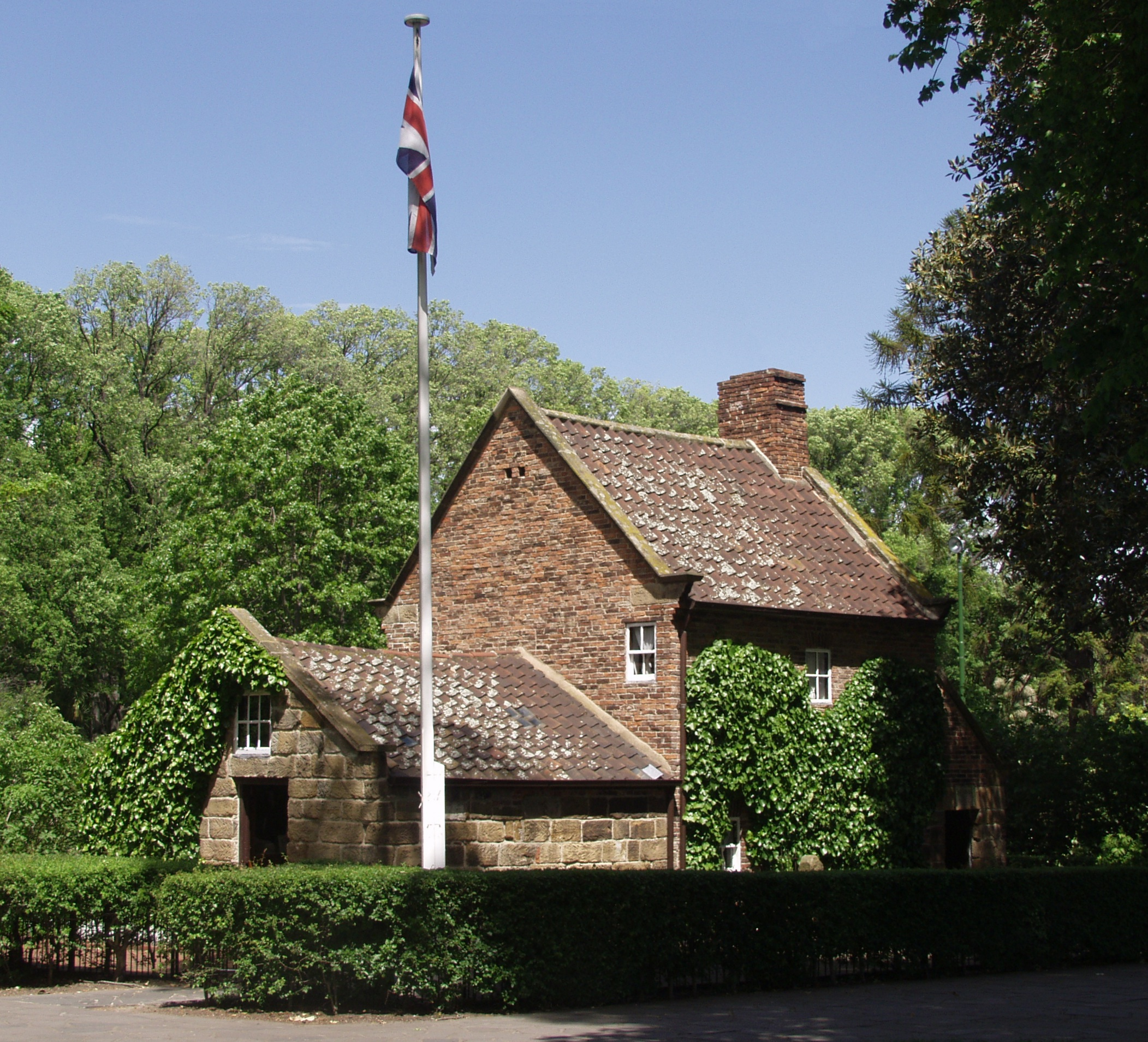
現移築到澳洲墨爾本的庫克小屋，原本是庫克父母晚年的居所

1741年，庫克離開學校，返回農場協助已升任農場主管的父親工作。在閒餘的時候，他會走到附近的羅斯伯里山（Roseberry Topping）享受獨個兒的空間。庫克的父母在晚年居於1755年落成的庫克小屋，小屋原本位於大艾頓，但於1934年拆卸和移築到澳洲墨爾本作永久保留。歷史學家普遍認為庫克未曾居於小屋，但相信他曾到小屋作客。
1745年，時年16歲的庫克搬到32公里外的漁村斯特爾茲（Staithes）生活，並在威廉·桑德遜（William Sanderson）開設的食品雜貨和針線用品店內擔任見習店員，有歷史學家相信庫克是從那裡開始對揚帆出海產生興趣的。庫克任職18個月後認為自己並不適合店務工作，結果在桑德遜的引薦下，他轉到鄰近的港口市鎮惠特比（Whitby）投靠約翰·沃克（John Walker）和亨利·沃克（Henry Walker）兩兄弟。沃克兩兄弟是貴格會教徒，他們除了從事煤業貿易，也是惠特比有名的船主，他們的故居更在1986年被改建成為庫克船長紀念博物館。受沃克兩兄弟僱用，庫克起初在他們細小的船隊中任職商船隊見習學徒，負責定期往返英格蘭沿岸各地運載煤炭。庫克花了好幾年的時間在自由愛號（Freelove）運煤船和其他運煤船上，游走於泰恩河和倫敦之間。作為見習學徒受訓的一部份，他還學習了代數學、幾何學、三角學、航海和天文學等知識，這些技能對他日後指揮自己的船隻均有莫大的幫助。
完成為期三年的見習學徒訓練後，庫克轉到往返波羅的海的商船工作。在1752年通過考試後，他在商船隊中屢獲擢升，並在同年出任雙桅橫帆運煤船友誼號（Friendship）的大副。1755年，英國準備動員參與七年戰爭，儘管庫克剛剛獲擢升為友誼號船長，但他在任不出一個月，便選擇投身皇家海軍。在同年6月7日，庫克正式於倫敦沃平加入皇家海軍，雖然要從頭由低做起，不過他明白在軍中服役的晉升機會更多更快，因此也不是沒有好處。

### 海軍生涯
加入皇家海軍後，庫克最先在HMS鷹號（HMS Eagle）任職大副。在1755年10月至11月，他參與鷹號分別捕獲和擊沉一艘法國戰艦的行動，並在事後獲指派兼任水手長。1756年3月，他首次臨時執行指揮職務，負責在鷹號巡弋期間，擔任附屬單桅快速帆船庫魯撒號（Cruizer）的船長。

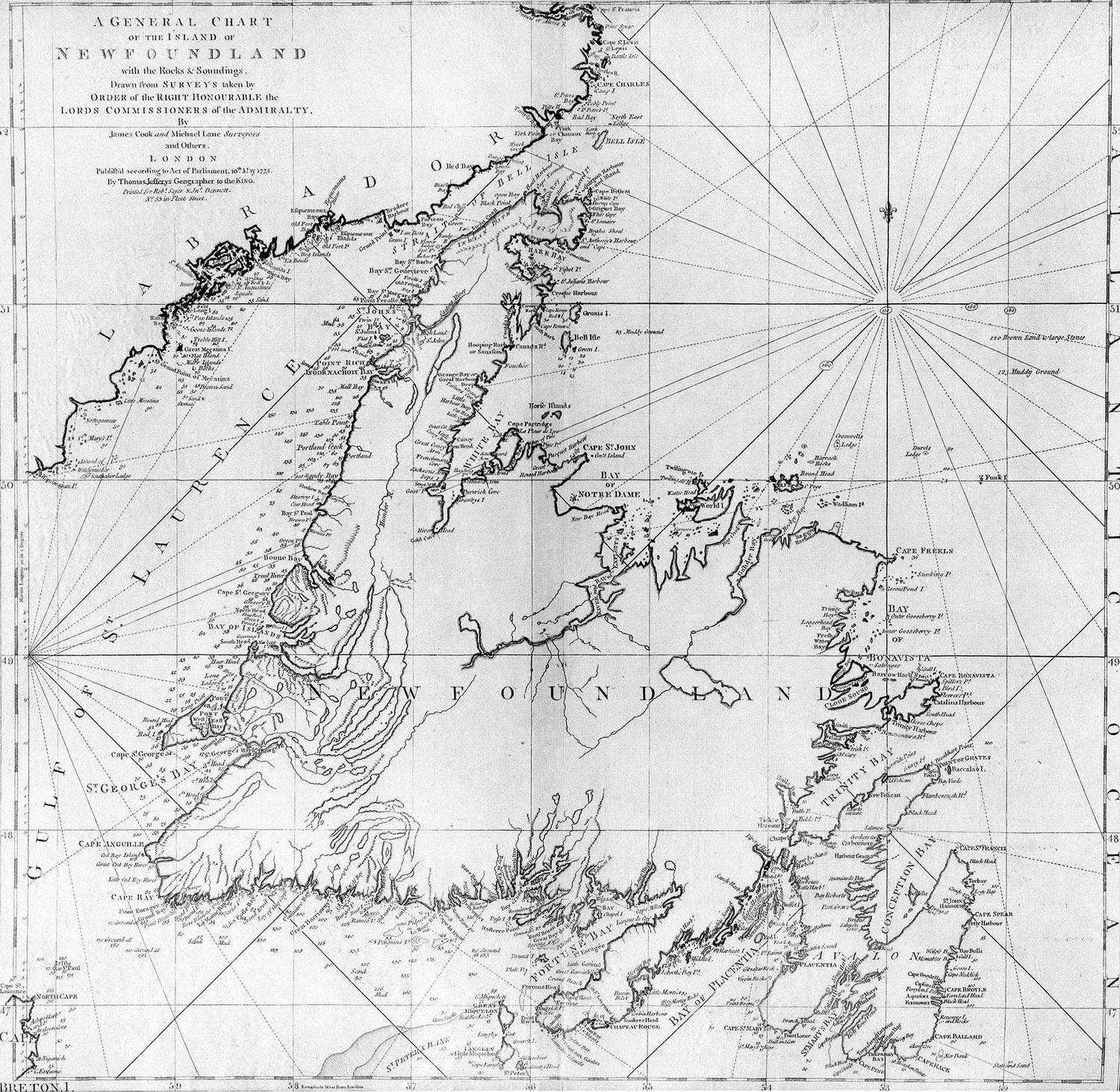
庫克其中一幅為紐芬蘭繪製的地圖

1757年6月29日，庫克在德特福德三一府（Trinity House）通過航海長考試，取得資格掌管和駕駛英皇艦隻。在同一月，他加入HMS索爾貝號（HMS Solebay）擔任海軍上校羅伯特·克雷格（Captain Robert Craig）的航海長。不久以後，他在同年10月轉到HMS彭布羅克號擔任航海長，在北美一帶服役。當時正值七年戰爭，庫克在1758年參與英方海陸軍的聯合軍事行動，從法軍手上成功奪取路易斯堡堡壘，翌年，他又先後參與了魁北克圍城戰役和亞伯拉罕平原戰役。由於庫克在軍中展現出測量學和地圖學方面的才能，因此他負責在圍城戰役期間繪製聖勞倫斯河河口大部份地區的地圖，好讓英方陸軍主將詹姆斯·伍爾夫隨後在亞伯拉罕平原展開有名的突襲。
英方在七年戰爭取得勝利後，善於測繪的庫克在1760年代還獲紐芬蘭總督托馬斯·格雷夫斯（Thomas Graves）聘任為海事測量師，負責為紐芬蘭島參差不齊的海岸製作地圖。他最初於1763年至1764年測量該島西北岸，隨後在1765年至1766年測量比爾仁半島（Burin Peninsula）至雷角的南岸地區，最終在1767年完成西岸地區。在五年時間當中，庫克為紐芬蘭海岸繪製有史以來首批大規模和精確的地圖，他不時游走於英國和紐芬蘭兩地之間，春夏兩季的時候負責測量地形，踏入秋冬以後就乘船返回英國，並在途中繪製航海圖。

庫克在測繪期間經常需要抵受惡劣的天氣和環境，在當地的實地工作也進一步磨練和提升他在測繪方面的熟練技巧，使他獲得海軍部和皇家學會的青睞。由他繪製的紐芬蘭地圖甚至成為此後近200年來船隻出入該地的主要參考，一直到20世紀才被更新和更精確的地圖取代。庫克在紐芬蘭嶄露頭角，正值英國積極向海外探索的時期，這使他能夠把握機遇，在日後的航海事業上取得更大的成就。事實上，庫克也是一個抱有大志和野心的航海家，就在他完成紐芬蘭的任務後不久，他在日記為自己寫下了以下的一句目標：
|  | 我的野心不止於比前人走得更遠，而是要盡人所能走到最遠。 （I whose ambition leads me not only farther than any other man has been before me, but as far as I think it is possible for man to go.） |

### 三下太平洋

#### 探索背景
庫克探索太平洋以前，西方在15世紀進入了稱之為「地理大發現」的大航海時代。大航海的背景源於蒙古帝國在14世紀晚期覆滅後，絲綢之路中斷，東西方無法再倚靠傳統的陸路進行貿易；同時間，鄂圖曼帝國封鎖地中海通往中東的地區，也使傳統的海上貿易路線中斷。隨著西方國家逐漸興起海外貿易，再加上對印度和中國的東方繁華充滿憧憬，一連串的海上探險遂標誌著大航海時代的來臨。
1498年，葡萄牙航海家達伽馬成為首位循海路抵達印度的歐洲人，自此往東航行、繞過非洲南端好望角、再通往東方的海路得以逐漸確立。1492年至1504年間，意大利航海家哥倫布在西班牙王室支持下四度出海，嘗試循西面尋找通往亞洲的航道。哥倫布在四次探索中自認為發現了東印度群島，但事實上他發現的是現今稱之為美洲的「新大陸」。哥倫布其實也不是首位發現美洲的歐洲人，但他對這片「新大陸」的深入探索，卻大大改變了當時西方人對世界的認知。1520年，另一位葡萄牙航海家麥哲倫同樣在西班牙王室支持下向西進發，成功經海路繞過美洲南端進入太平洋，雖然麥哲倫後來在旅途上逝世，但他的船員繼續航行，最終在1522年返抵西班牙，完成人類首次環繞地球航行一周的壯舉，也打通了往西航行通往亞洲的海路。
及至庫克在18世紀後期探索太平洋的時候，西方對於現代世界版圖的認知已經開始成形。不過，位於南半球「未知的南方大陸」對當時的航海家來說仍然充滿神秘色彩。同樣，航海家在北半球仍設法在北冰洋尋找貫通大西洋和太平洋的東北航道和西北航道。庫克在1768年至1779年間，分別在1768年至1771年、1772年至1775年、以及1776年至1779年三次探索太平洋，目的正正就是要尋找那片「未知的南方大陸」和從未貫通的西北航道。雖然庫克在三次探索中最終都未能找到「南方大陸」，也無法通過西北航道，但他的其他發現和收穫卻仍然對當時的西方社會帶來震撼。庫克三下太平洋的多年以後，人類要到1820年才首次發現南極洲；而東北航道和西北航道更分別遲至1879年和1904年才首次正式打通。

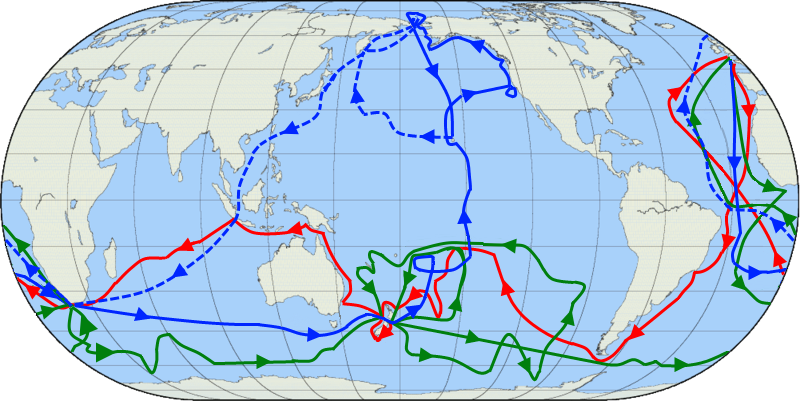
庫克三下太平洋的路線：首次行程以紅線標示；第二次行程以綠線標示；第三次行程以藍線標示。庫克遇害後的行程以藍色虛線標示。

#### 第一次探索（1768年－1771年）

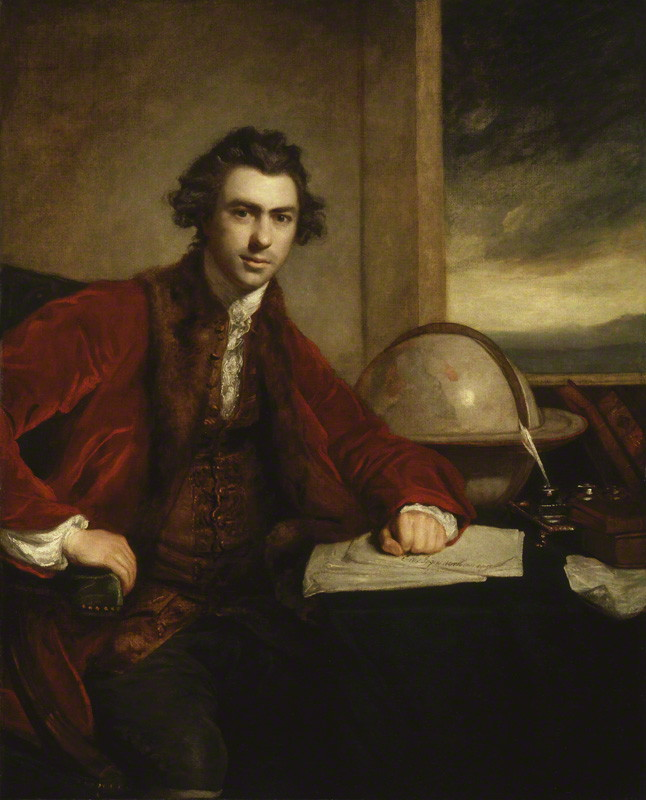
第一次探索航行時，隨船的植物學家約瑟夫·班克斯

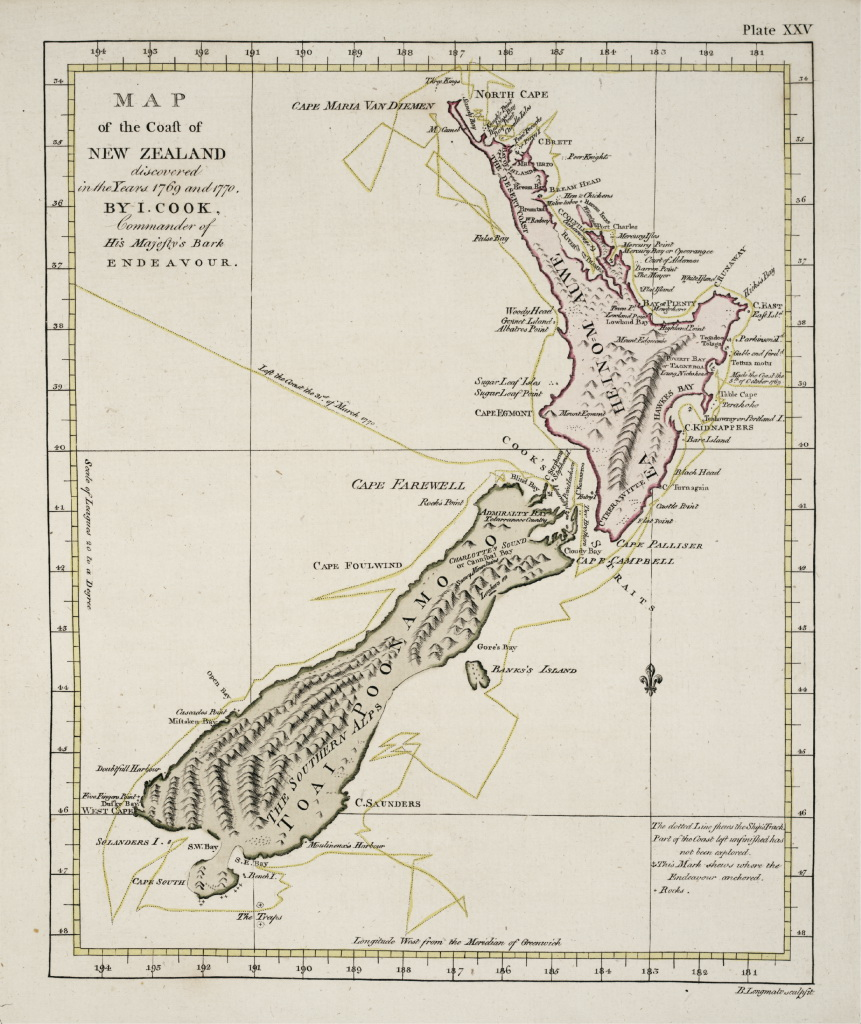
庫克繪製的紐西蘭地圖

畫家筆下的澳洲原住民格威蓋爾迎接乘小艇而來的庫克一行

1767年11月15日，庫克從紐芬蘭返抵英國，碰巧皇家學會正計劃派出考察船前往太平洋協助觀測金星凌日的天文現象，以求計算出地球與太陽之間的距離，時年39歲的庫克遂在1768年獲皇家學會聘用為考察隊指揮，並在同年5月25日獲擢升為海軍上尉。皇家學會原擬派出地理學家亞歷山大·達爾林普爾為考察隊指揮，但礙於考察船由海軍部提供，而海軍部又要求指揮一位由皇家海軍軍官出任，結果庫克成了最合適的人選。
庫克的考察隊在1768年8月25日乘坐HMS奮進號從英格蘭普利茅夫出發，向西橫越大西洋後，經南美洲南端合恩角進入太平洋，最終在1769年4月13日抵達位於大洋洲的大溪地。雖然庫克在大洋洲期間主要逗留於大溪地，但也到訪了附近多個大洋洲島嶼，並把各個島嶼統稱為社會群島。在大溪地，庫克一行與當地島民建立起良好的關係，他們在島上架設觀察台，並在6月3日觀測金星凌日，然而，該次觀察結果並不如原先預期般準確和成功。
觀察結束後，庫克拆開由海軍部發出的密函，根據指示接受考察隊的秘密任務，就是要在南太平洋尋找廣闊且「未知的南方大陸」（即現今所知的南極洲）。庫克與奮進號在1769年8月離開社會群島向西進發，約兩個月後於10月6日抵達紐西蘭，紐西蘭這個地名源於荷蘭文「Nova Zeelandia」，經庫克翻譯後，地名遂以英文正名為「New Zealand」。
庫克抵達紐西蘭後隨即作環島航行，雖然他證實了紐西蘭不是傳說中的南方大陸，但卻因此成為歷來首位环绕紐西蘭航行的航海家。除此之外，他還得以繪製紐西蘭全域的海岸線，製成的地圖相當準確，只有些微的錯誤。探索紐西蘭期間，經庫克命名的地方眾多，當中包括波特蘭島、貧窮灣、豐盛灣、霍克灣、水星灣和南阿爾卑斯山脈等地。庫克證實了分隔開紐西蘭北島與南島的庫克海峽並不是前人所以為的海灣。不過，庫克駛經紐西蘭最南端的時候，卻把那裡的島嶼誤認為是接壤南島的一個海岬，並將之命名為「南岬」，這處地方即為後人所知的斯圖爾特島。
庫克一行在紐西蘭五個多月，期間曾與當地毛利人接觸，一直到1770年3月31日，他們駛離紐西蘭，繼續往西探索，終於在4月19日抵達澳洲大陸東南方海岸（今澳洲新南威爾斯省一帶），立下歐洲人首次抵達澳洲東岸的創舉。庫克有感當地景緻與威爾斯南部格拉摩根郡相似，遂將之命名為新威爾斯，後來又改為新南威爾斯。
4月23日，庫克在周記中紀錄了他在波爾利角（Bawley Point）附近的布魯舒島（Brush Island）岸邊直接見到澳洲原住民的情況，他寫到：「......他們的顏色像相當深色或黑色，但我可不知道這究竟是他們真正的膚色，抑或是衣服的顏色。」在4月29日，庫克與隨員在現稱為科內爾半島（Kurnell Peninsula）的岸邊正式著陸，由於隨船植物學家約瑟夫·班克斯和丹尼爾·索蘭德在該處發現不少獨特的物種，因此庫克又將該處命名為「植物灣」（Botany Bay）。在那裡，庫克還首次與一名叫格威蓋爾（Gweagal）的原住民進行接觸和交流。
從植物灣離開後，庫克一行人乘奮進號向北進發，但旅途不太順利。6月11日，奮進號在大堡礁一處淺灘觸礁受損，隨後又於6月18日誤進一處河口。連串事故使奮進號船身嚴重受損，被迫待在一處海灘（今奮進河河口的庫克鎮港口附近一帶）上進行修理，使整個航程延誤近七個星期。奮進號維修過後重新出發，駛經澳洲北端的托利斯海峽，親自證實了澳洲大陸與新畿內亞並不相連。未幾，庫克於8月22日在澳洲北端登陸新發現的佔領島（Possession Island），並以英皇喬治三世之名宣佈該島與整個新南威爾斯為英國領土。此後，庫克一行轉往巴達維亞（今印尼雅加達），但不少船員在當地感染瘧疾死亡，幾經波折，奮進號最後途經好望角和聖海倫娜島，終於1771年6月12日返抵英格蘭唐斯（The Downs）。
庫克在一次旅程中記錄了逾5,000公里的海岸線，返國他把自己的周記出版成書，
一時為科學界所重視，不過在坊間，出身名門的隨船植物學家約瑟夫·班克斯則比庫克更有名氣。班克斯甚至一度希望取代庫克指揮第二次的探索旅程，但最終在旅程開始前選擇退出。班克斯退出後，約翰·雷茵霍爾德·福斯特（Johann Reinhold Forster）及其子格奧爾格·福斯特遂取而代之成為第二次旅程的隨船科學家。

#### 第二次探索（1772年－1775年）
第一次探索返國後不久，庫克就在1771年8月29日獲擢升為海軍中校。翌年，庫克再次受皇家學會所托，展開第二次航海旅程，探索傳聞中「未知的南方大陸」。在第一次探索中，庫克已經證明紐西蘭並不接壤任何大陸，而雖然他幾乎勘察了整個澳洲大陸東岸，但從測繪的資料所得，澳洲大陸的規模仍然不及那塊神秘大陸，因此那塊大陸是否存在，在當時仍然是一個謎。一般相信，如果這塊「未知的南方大陸」是存在的，就應該比澳洲大陸位處更南的地方，而亞歷山大·達爾林普爾等皇家學會成員則始終相信，這塊南方大陸是確實存在的。

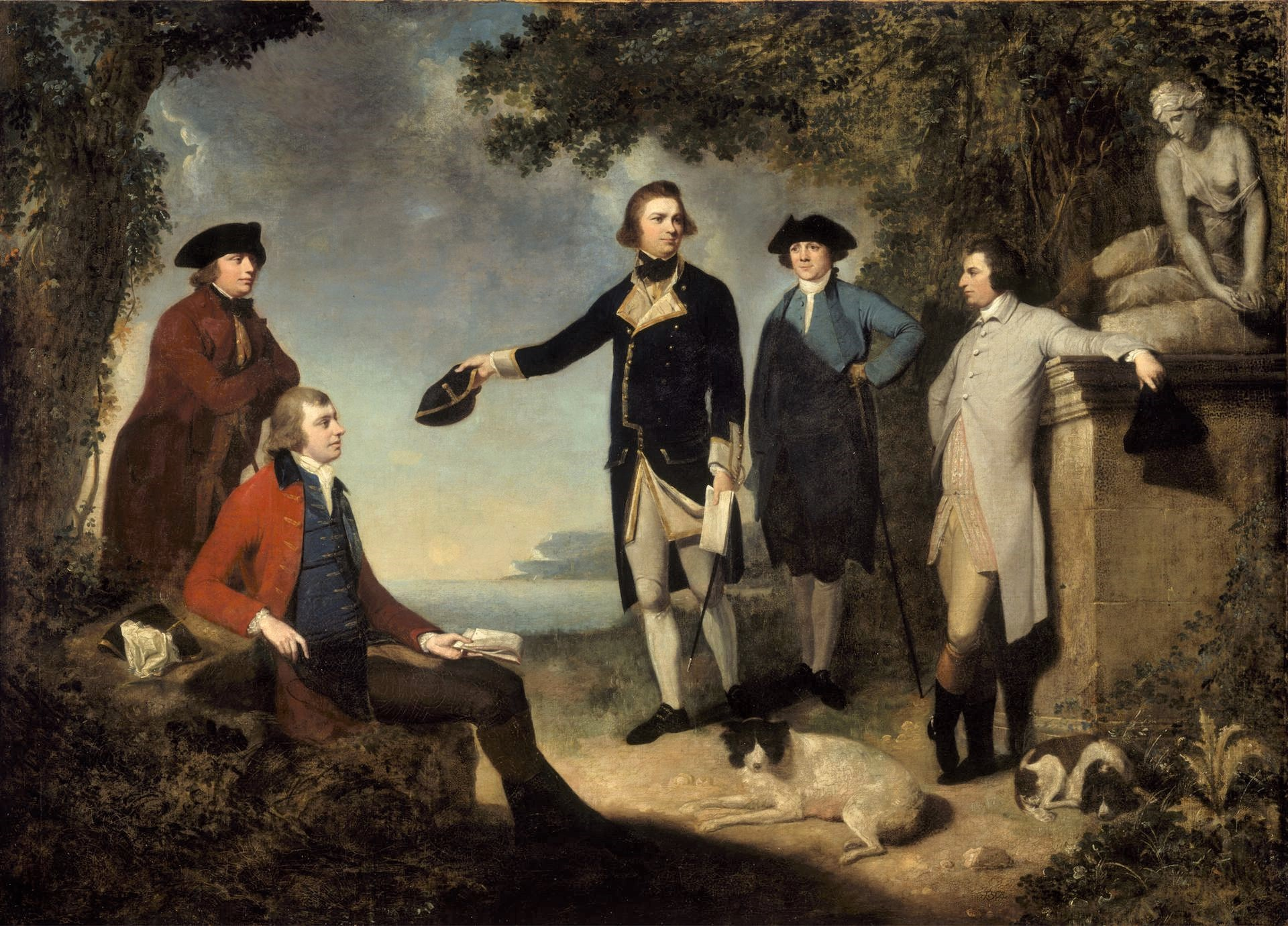
庫克（中）、約瑟夫·班克斯（左二）、丹尼爾·索蘭德（左一）與他們的贊助人三明治勳爵（右一）

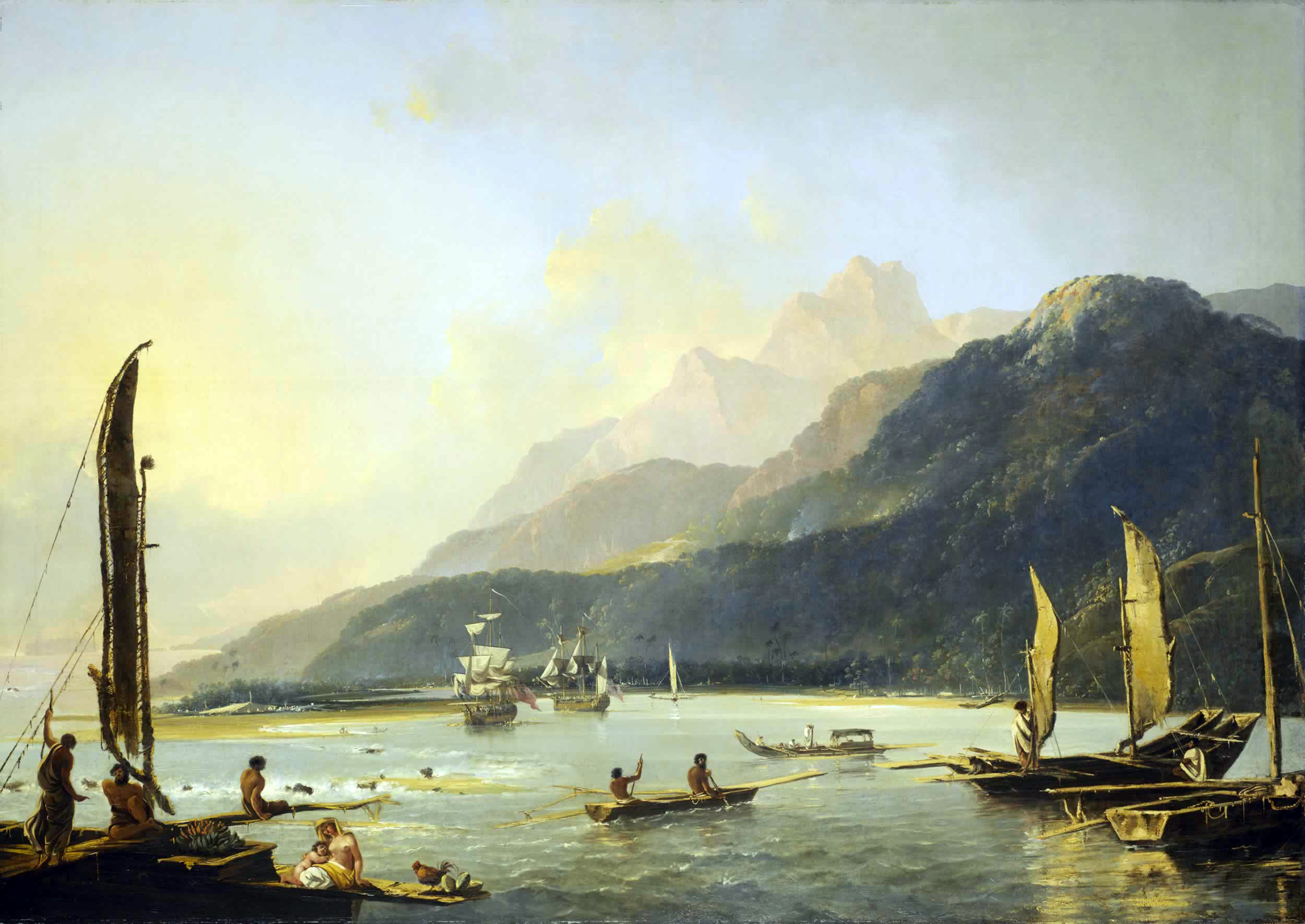
決心號與探險號於1773年8月抵達大溪地

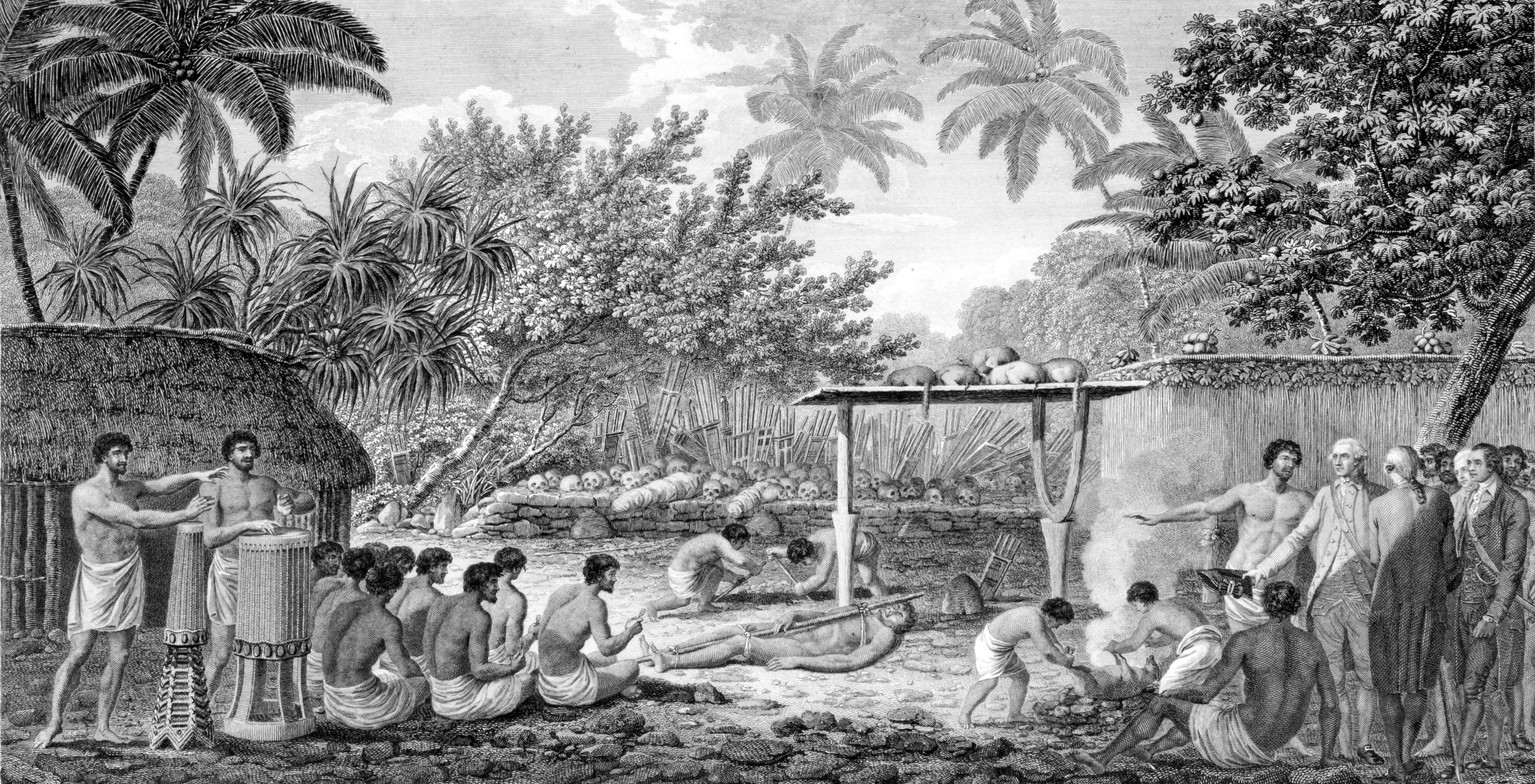
庫克在大溪地見證島民以活人生祭的情景

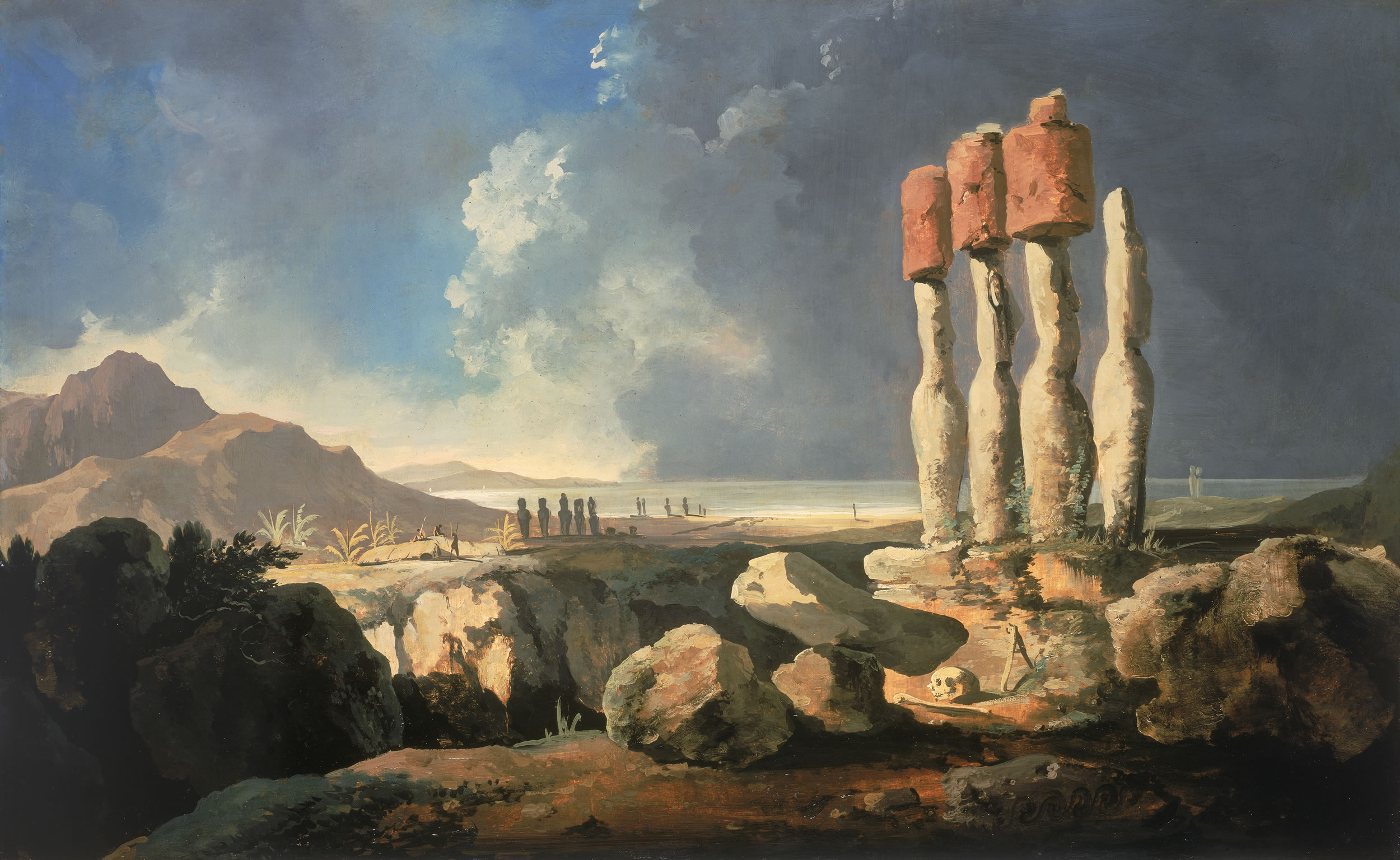
庫克的隨船畫師威廉·霍奇斯筆下的復活節島

這次旅程除了由庫克指揮的HMS決心號（HMS Resolution）帶領外，還由托拜厄斯·弗諾負責指揮伴艦HMS探險號（HMS Adventure）同行。在1772年7月13日，兩艦從普利茅斯出發，與上一次不同，這次庫克向東途經好望角前往太平洋，而且還設法靠南航行，以求發現南方大陸，這使得船隊在1773年1月17日創下橫跨南極圈的創舉。可是不久以後，決心號和探險號在同年2月9日於南冰洋因為大霧而分道揚鑣，結果兩船到5月17日才於紐西蘭夏洛特皇后海灣（Queen Charlotte Sound）的預定會合點重新會合。在失散期間，弗諾的探險號曾駛往塔斯曼尼亞一帶，而庫克的決心號則駛過紐西蘭南島西南岸，期間在1773年3月發現喬基島，並為該島繪製地圖。
決心號與探險號重新會合後於1773年8月抵達大溪地補給，此後向西進發，於9月轉抵一處曾經有西班牙和葡萄牙航海家到訪過的群島，他把這個群島命名為赫維群島（即庫克群島舊名）。10月，庫克一行還到訪了東加，更因島上土著友善熱情而獲庫克稱之為「友誼群島」（Friendly Islands）。
不過，決心號和探險號從東加返回紐西蘭途中遇上風暴，於10月30日再度失散。庫克本來與弗諾約定在夏洛特皇后海灣會合，但先到的庫克在11月26日決定先行離去，而後到的弗諾要到四天以後的11月30日才抵達會合點。未能會合庫克的弗諾唯有指揮探險號啟程返國，但船員在動身起程前與當地毛利人發生爭執，造成部份船員死亡，探險號最終在1774年7月14日返抵英格蘭。
庫克的決心號離探險號而去後，繼續在茫茫大海中試圖尋找南極洲大陸。1773年12月，決心號第二度進入南極圈，隨後於1774年1月26日第三度駛入南極圈，並於1月30日成功駛至南緯71度10分離南極洲不遠的海域，成為整個18世紀中航海家所到過最南的地方。可是，未有找到南極洲的庫克在這時卻因為天氣環境惡劣而決定折返，使尋找神秘大陸的希望落空。此後，庫克決定待在太平洋地區，以便南半球夏天來臨的時候可以再度南下探索。
這個時期的庫克遊走於大洋洲多處地方，他在1774年2月到訪復活節島後，旋於3月轉到馬克薩斯群島，以及在4月重返社會群島和大溪地。6月，庫克成為首位發現紐埃的西方航海家，他雖然多次嘗試登岸，但均被島上懷有敵意的島民阻止，結果庫克把該島命名為「野人島」（Savage Island），並只好返回附近的湯加補給。1774年7月，庫克轉抵曾經有歐洲航海家到訪的瓦努阿圖，而且以蘇格蘭的赫布里底群島，把群島命名為新赫布里底。不久以後，庫克在1774年9月成為首位發現新喀里多尼亞的西方航海家，庫克選用的地名則取材自蘇格蘭古地名喀里多尼亞。在同年11月返回紐西蘭夏洛特皇后海灣前，庫克還在途中於10月10日發現諾福克島，諾福克島以他的其中一位贊助人第九代諾福克公爵夫人命名，可是庫克命名的時候，還不知道公爵夫人早已於1773年逝世。
1774年11月，庫克的決心號從紐西蘭出發，向東駛經南美洲南端合恩角進入大西洋，途中在1775年1月17日抵達位於南大西洋的南喬亞島。該島事實上早於1675年已由英國商人安東尼·德拉羅雪（Anthony de la Roché）發現，但庫克等人則是首批登陸該島的西方人。庫克抵達後，他不單宣佈該島為英國領土外，還負責勘查和繪製了該島的地圖。除了南喬治亞島外，庫克又以其隨員查爾斯·克拉克（Charles Clerke）的名字，把附近新發現的礁島命名為克拉克岩。1月31日，庫克進一步發現多個細小島嶼，於是以第一海軍大臣兼其航海探索贊助人三明治勳爵的封號，把群島命名為「三明治領地」（今南三明治群島）。南喬治亞島與三明治群島是庫克在整個旅程到訪的眾多島嶼中，唯一一處覆滿冰雪的島嶼。
橫越南大西洋的庫克在1775年3月21日抵達開普敦桌灣，在當地停留五周以維修決心號的索具後，決心號途經聖海倫娜島和費爾南多·迪諾羅尼亞群島，最終在7月30日返抵英格蘭樸茨茅夫，時間比探險號足足遲了一年回國。儘管庫克返國後提交的報告令人們對發現「未知的南方大陸」的憧憬沉寂下來，但他在第二次航海的其中一項重要成就，是成功運用由英國鐘錶匠拉科姆·肯德爾（Larcum Kendall）製作的K1型經線儀製作精細的航海圖。這部經線儀讓庫克在航海途中更精確地計算自己的所在經度，而他在航海日誌中更是對肯德爾的K1型經線儀讚口不絕。庫克運用這部經線儀製作了不少相當精確的南太平洋航海圖，這些航海圖一直到20世紀中期仍為航海人士所使用和信賴。
庫克返國後於1775年8月9日獲進一步擢升為上校艦長（Post-captain），時年47歲的他還獲准從皇家海軍榮譽退役，並在格林威治榮軍院榮任第四上校。不過，庫克一心繼續航海事業，因此他只有勉強接受榮譽退役的安排，但他同時要求將來如果獲召出海，可以隨時卸下榮軍院的職務。這個時候的庫克已不止於為海軍部所賞識，他除了在1776年2月29日當選為皇家學會院士外，同年還獲學會頒授科普利獎章，以表揚他對科學界的貢獻。兩次的航海經歷令庫克逐漸成為英國家傳戶曉的航海家，著名畫家納撒尼爾·丹西爾-霍蘭（Nathaniel Dance-Holland）為他作畫、傳記作家詹姆士·包斯威爾為他設宴，在上議院的辯論中，他甚至被高門世族譽為「歐洲第一航海家」。雖然如此，庫克始終不願長時間待在國內，在1776年，他終於第三度獲得機會出發前往太平洋，獲指派尋找連接太平洋和大西洋的西北航道，庫克在這次旅程負責向東進發，由太平洋前往大西洋，而另一支船隊則從反方向向西進發，由大西洋前往太平洋。

#### 第三次探索（1776年－1779年）
庫克的第三次航海旅程是他人生最後一次航海旅程，如前所述，雖然他的真正任務是要尋找西北航道，但一般的普羅大眾卻所知不多，只以為他的任務是要把隨HMS探險號帶來英國的土著歐邁（Omai）送回大溪地。在這次旅程，庫克再一次負責指揮HMS決心號，而他的隨員查爾斯·克拉克則指揮伴艦HMS發現號（HMS Discovery）。兩艦在1776年7月12日正式由普利茅夫出發，至1777年10月成功把歐邁送回大溪地後，庫克的船隊隨即向北進發，途中於12月24日平安夜發現聖誕島（即基里巴斯），未幾於1778年1月發現夏威夷群島，成為歷來首批登陸群島的歐洲人。庫克一行於考艾島威美亞作首次登陸，且決定再以三明治勳爵的封號把群島命名為「三明治群島」。

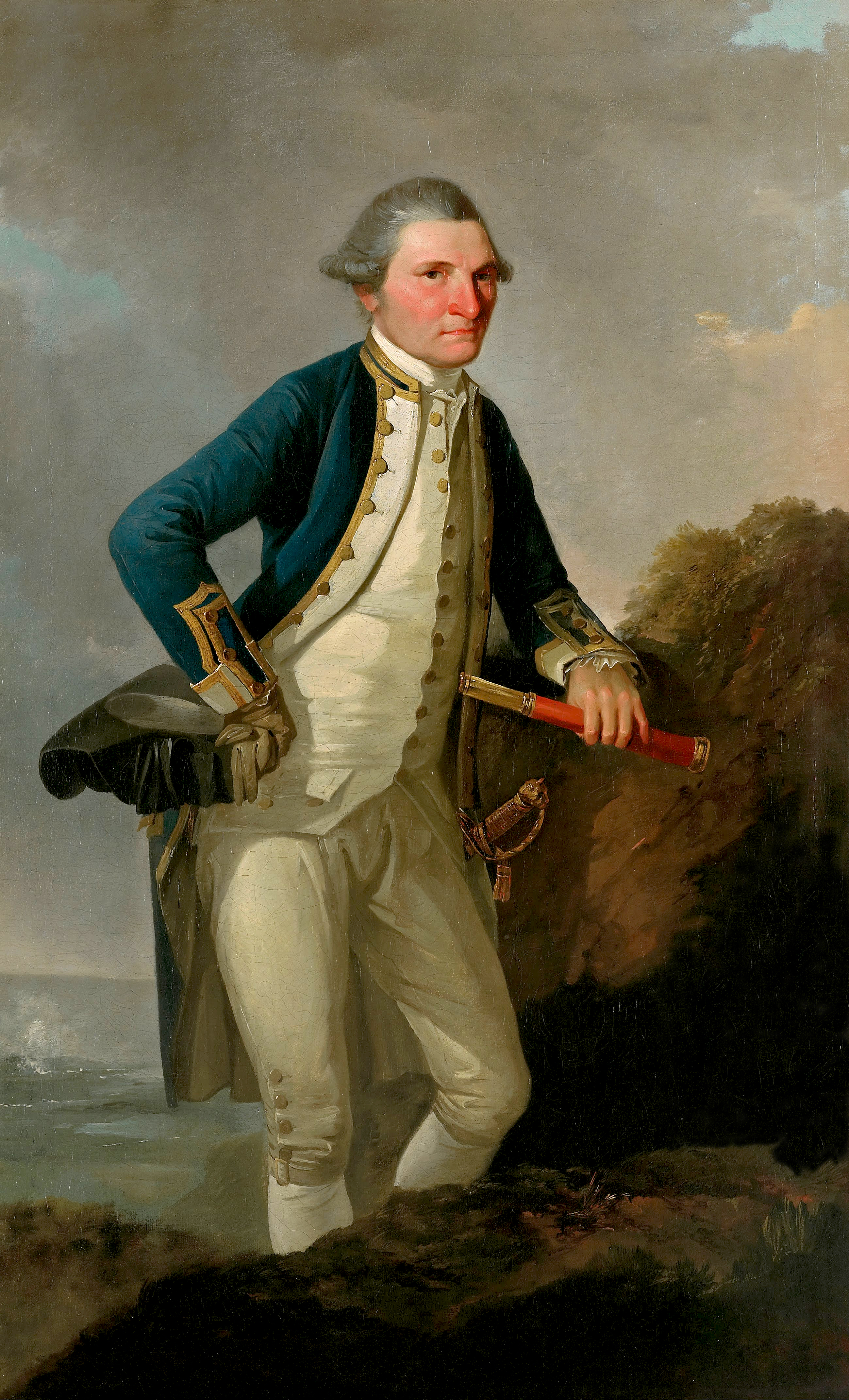
詹姆斯·庫克上校

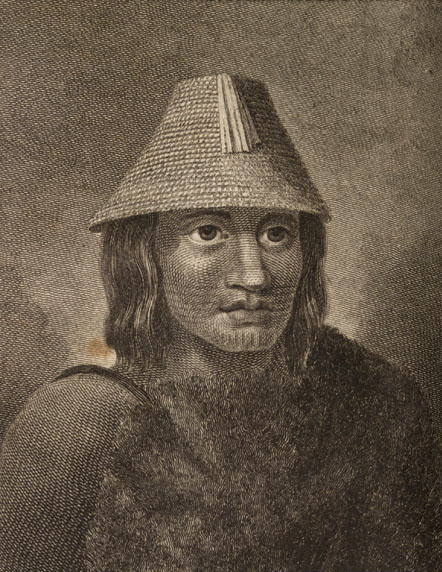
隨船畫師約翰·韋伯筆下的努特卡族人

在夏威夷停留過後，庫克的船隊在太平洋向東北方進發，並駛至上加利福尼亞西班牙人聚落以北的北美洲西岸地帶。在1778年3月7日，庫克等抵達俄勒岡沿岸海域，他除了把最先看到的一處海角命名為惡劣天氣角（Cape Foulweather），又在附近大約位於北緯44度30分的一處岸邊登陸。可是，該處地如其名，庫克一行未幾就因為惡劣天氣而被迫向南折到大約北緯43度的地方，此後待天氣回復正常，才能夠重新沿著海岸向北上溯。
庫克的船隊此後在不知情的情況下駛過胡安·德·富卡海峽，隨後駛進今溫哥華島西部的努特卡海峽（Nootka Sound），最終於育谷（Yuquot，又名「友誼灣」）一個屬於努特卡族（現今屬於加拿大第一民族之一）的村落附近停靠。在1778年3月29日至4月26日期間，決心號和發現號兩船停靠在努特卡海峽一處被庫克命名為船灣（Ship Cove）的地方，這個小海灣即今日的決心灣（Resolution Cove），位置處於今布萊島（Bligh Island）南端，育谷以東約八公里，兩地之間為努特卡海峽所相隔。
庫克的船員與育谷村民雖然曾有一些不快的經歷，但雙方關係尚算融洽。在貿易方面，庫克一方在夏威夷的時候，他們只要用一些小飾物便可以換取所需物資；但在育谷，他們卻要使用更貴重的物品，對方才願意貿易。一般而言，金屬品都是育谷村民接受的物品，但他們很快便對鉛、白鑞和錫製品失去興趣；至於庫克從對方貿易得到最貴重的物品，就只有一些海獺毛皮。庫克一行待在育谷期間，基本上都是由當地村民操控雙方貿易，育谷村民甚至曾登上庫克的船艦觀察，但庫克等人卻不得入其村。庫克也無法得悉誰是當地長老，但有學者推測，當地長老有可能是在1780年代至1790年代期間，活躍於皮草貿易的馬奎納（Maquinna）。
離開努特卡海峽後，庫克等繼續向北上溯至白令海峽，沿途一邊探索和一邊繪製海岸地圖，並在阿拉斯加紀錄了後人所知的庫克灣。在僅僅一次的航海旅程中，庫克便為北美洲西北岸絕大部份海岸線繪製航海圖，成為第一位為這個地區繪製地圖的航海家。從此以後，世界地圖首度確定了阿拉斯加的延伸部份，至於俄羅斯以東和上加利福尼亞西班牙聚落以北之間一大片空白的太平洋海岸線，也因為庫克的考察成果而得以填補和連接起來。
庫克的船隊在1778年8月8日駛過威爾斯親王角進入白令海峽，數日後於8月14日駛入北極圈。不過，作出幾次嘗試的庫克始終無法繼續北往，在8月18日，決心號和發現號駛至北緯70度44分的海域，這是庫克在整個旅程到過最北的地方，但也是在這個時候，受到冰山和冰封的海面阻隔，庫克惟有決定向南折返。這時的庫克開始感到洩氣，而且還可能得上胃痛的毛病，他對船員的態度變得愈來愈不合理，更要求他們進食被認為不能食用的海象肉。
庫克在回程時途經阿留申群島，期間曾在一些俄羅斯商旅的貿易基地稍作停頓，一直到1778年12月，決心號和發現號駛返夏威夷群島過冬，在群島一帶巡弋約八個星期後，庫克一行人最終在1779年1月17日於凱阿拉凱誇灣登陸，造訪群島最大的島嶼夏威夷島。庫克到訪的時候，當地人恰巧正在慶祝「瑪卡希基節」（Makahiki），該節日是一個祭祀波利尼西亞神明龍諾（Lono）和慶祝收成的節慶。無獨有偶的是，決心號的桅杆、帆和索具的形態，與部份用於節日祭祀的手工藝品相似；再加上庫克一行登岸前，曾經順時針環繞夏威夷島一圈，而碰巧祭祀龍諾的隊伍也是在島上順時針環島巡遊一圈。一連串的巧合使身為決心號艦長的庫克被部份島民誤認為是龍諾下凡，一時間對他和甚至是部份隨員頂禮膜拜、奉若神明。當地部族長老還向庫克贈與頭盔和斗蓬，以突顯其在島民眼中的崇高地位。以上的說法最先由有份參與探索旅程的人士提出，並得到美國人類學家馬歇爾·薩林斯等學者支持，但對於庫克是否真的被島民神化，各界始終仍存有一定爭議。

### 遇害身亡
庫克與他的船員在夏威夷島逗留了大約一個月的時間後，在1779年2月4日重新出發，再一次向北尋找西北航道。然而，就在出發後不久，由於決心號的前桅損毀，庫克被迫帶領船隊折返，並在2月11日返回凱阿拉凱誇灣修理。庫克的回歸不單出乎夏威夷島民的意料，也不為他們所歡迎，原因是祭祀龍諾的「瑪卡希基節」已經完結，他們突如其來的回歸使島民大感驚訝和錯愕，這不僅對島民的心靈構成沉重打擊，更使他們對庫克的虔誠信奉轉化成為憤怒。

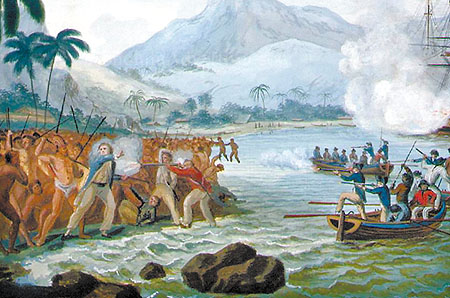
不少畫作均把遇害前的庫克描繪為調停者

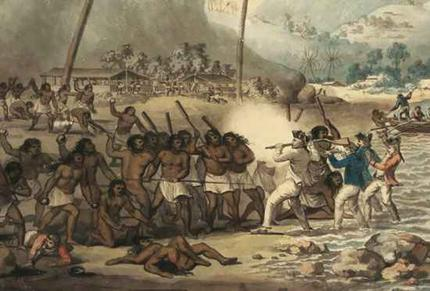
但一幅在2004年公開的畫作卻把庫克描繪得富攻擊性，向迎面而來的夏威夷島島民揮舞槍枝

庫克一行人返回夏威夷島後，島民不單只拒絕補給食物和禁止他們砍伐木材，而且還隨手搶走他們的物品，種種爭執和不和使雙方關係變得緊張。2月13日晚，發現號的小艇被當地島民偷走。庫克起初仍不以為意，認為這種偷竊行為在大溪地等小島屢見不鮮，於是計劃在翌日到島上捉走部族首領或其他島民作為人質，以求島民交還小艇。
2月14日清早，庫克帶同一批海軍陸戰隊員登陸凱阿拉凱誇灣，試圖平息事件，但雙方早有成見，再加上彼此誤會對方的暗號和槍火，使雙方衝突一觸即發。在混亂中，庫克一方由於寡不敵眾，唯有後退到凱阿拉凱誇灣灘頭，他不只是安排同伴登上小艇撤退，而且還留守到最後。就在這個時候，庫克被島民從後打中頭部倒地，他雖然立即起來反抗，但隨即又被按在地上，然後再被島民用亂石擲打，繼而被人刺死，死時臉部朝下，貼著被浪花沖刷的岸邊。終年僅50歲的庫克，遇害時間約為早上九時正，除他以外，同時遇害的還有四名海軍陸戰隊員，另有兩名海軍陸戰隊員受傷。
後世留傳有關庫克遇害前的畫作，大多數均把庫克描繪成調停者，嘗試在混亂中平息兩派紛爭；但在2004年公開的一幅畫作，卻顯示庫克遇害前揮舞槍枝，意圖攻擊迎面而來的島民。這幅把庫克描繪得富攻擊性的畫作由畫家約翰·克利弗雷（John Cleveley）繪畫，而正好克利弗雷的兄弟詹姆士·克利弗雷（James Cleveley）在庫克的決心號上任職木匠，曾經目擊事發經過，因此有學者認為這幅畫作或許更如實記錄庫克死前的行徑，也比其他版本顯得更符合前文後理。
根據夏威夷人流傳下來的說法，庫克是被一名叫「卡拉尼瑪諾卡豪奧韋阿哈」（Kalanimanokahoowaha）的酋長殺害的，而他的遺體與其他遇害海軍陸戰隊員的遺體則當場被島民拖走。庫克雖為島民殺害，但死後屍首卻獲得當地部族首領和其他長老保留，他們還以部族首領和最高長老專享的規格，為庫克舉行喪禮。在喪禮中，庫克屍身的內臟被悉數移除，屍身然後再被烘烤，以便除去肉體；至於剩下的骨頭則被小心清潔，以便保存下來作宗教供奉。庫克死後，決心號艦長一職改由發現號艦長查爾斯·克拉克出任，而克拉克的遺缺則由決心號一級上尉約翰·戈爾（John Gore）替補。
克拉克主持大局後很快便成功緩和與島民的緊張關係，在他的要求下，島民在2月20日交還庫克的部份屍骸，當中包括已經損毀變形和難以辨認的頭部、以及被切斷的雙手。庫克的右手姆指和食指之間有一道獨特的疤痕，而島民交出的右手與這一特徵吻合，因此庫克的同僚均相信島民交出的屍骸正是庫克本人。同日，島民又交出疑似屬於庫克的頜骨和雙腳，還有屬於他的一對鞋子和已損毀的滑膛槍。庫克的屍骸隨後由船員安放於一道棺木內，復於2月21日下午時份舉行海葬，把棺木投進大海。
2月22日，決心號和發現號在克拉克的指揮下重新出發，再一次前往白令海峽，試圖繼續履行庫克尋找西北航道的任務。可是在8月22日，克拉克自己卻在距離堪察加半島不遠的海域因結核病病逝。數日後，戈爾於8月25日正式接任決心號艦長一職，而發現號艦長則由決心號二級上尉詹姆士·金恩（James King）出任。此後，決心號和發現號放棄探索西北航道的計劃，並決定啟程返國。兩艦由阿瓦恰灣出發，一路沿日本、福爾摩沙、擔桿列島和澳門南下至南中國海，然後由巽他海峽穿過印度洋，再經好望角駛入大西洋，經過長時間的航行，最終在1780年10月7日返抵英國倫敦，正式為前後超過四年的航程劃上句號。庫克與克拉克的死訊早在決心號和發現號返國前已傳至英國，因此兩艦返國的消息未有引起很大震撼，而庫克生前撰寫關於第三次航海的周記，則由金恩返國後加以整理和發表。
英皇喬治三世曾打算在庫克返國後，向他授予世襲從男爵爵位，但因為庫克之死而未能實現。雖然如此，英廷仍向庫克的遺孀伊莉莎白授予一筆可觀的長俸，以作慰問。1785年，喬治三世復向伊莉莎白頒授一面紋章，供庫克的家族成員使用。伊莉莎白一直活到1835年，即庫克死後56年，才以93歲之齡逝世。

## 影響與評價

### 對航海和科學的貢獻
出身草根的庫克在航海史上立下了非凡的成就，在前後12年三次探索太平洋的經歷中，他走遍太平洋不少未為歐洲人所知的領域，雖然他未能找到傳說中「未知的南方大陸」和西北航道，不過在他的帶領下，歐洲人仍然首次踏足不少好像是澳洲東岸和「三明治群島」（即夏威夷群島）等西方人未曾登陸過的地域，由他命名的地方更是遍佈太平洋各地。他以更精確的航海技術製作航海圖，為當時航海史上一大突破。種種成就促使他在2002年由英國廣播公司舉辦的英國百大偉人選舉中名列第12位。

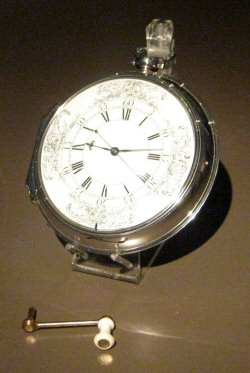
約翰·哈里森的H4型鐘

要製作精確的航海圖，航海家有必要充分掌握緯度和經度。透過運用背測式測天儀（Backstaff）或象限儀（Quadrant），航海家可以在水平線上測量太陽或星宿的角度，然後再準確得出緯度。不過，如要準確得出經度，航海家就須要清楚了解地球表面不同地點之間的時間差別，這使得經度的計算變得相當困難。簡而言之，地球相對太陽每日均會作360度自轉，因此經度與時間相關，換言之，每一小時等如15度，而每四分鐘就等如一度。
在第一次的航海旅程中，憑藉自己的航海技術、得到隨船天文學家查爾斯·格林協助、以及運用新出版的《航海曆書》（The Nautical Almanac），庫克能夠準確地測量經度。尤其是透過運用《航海曆書》，他能夠從計算月角距的方法入手，方法是，在日間，他先計算月亮與太陽的角距離，以便從《航海曆書》中判斷皇家格林威治天文台的實際時間；如果在晚間，則可以計算月亮與任何一顆八大星宿的角距離，以同樣判斷出皇家格林威治天文台的實際時間。得出這個時間後，再量度太陽、月亮、或其他星宿的海拔高度以得出所在地的時間，把兩個時間相比較，便可得出所在地的經度。
在第二次的航海旅程中，庫克帶備了由拉科姆·肯德爾製作的K1型經線儀，這部經線儀直徑長五英吋（13厘米），狀似一個大型的懷錶，是仿照約翰·哈里森的H4型鐘製作。這款鐘曾經用於商船特福德號（Deptford's）於1761年至1762年前往牙買加的旅程，證實該鐘在長途的海路旅程中，仍然能夠準確顯示皇家格林威治天文台的標準時間。因此，透過運用肯德爾的K1型經線儀，庫克比起以往能夠更快和更準確地測出經緯度，以製作更多更精細和準確的航海圖。
另一方面，庫克在第一次的探索旅程中，全程沒有一人因為壞血病而喪命，這在當時是一項少有的成就。庫克在旅途中嘗試不同的方法防止船員患上壞血病，當中他發現預防壞血病的關鍵，是要經常向船員提供充足的新鮮食物，尤其是青檸等含豐富維他命C的蔬果。庫克把這方面的研究成果寫成詳細報告，並提交皇家學會，促使他在1776年獲學會頒授科普利獎章以作表揚。庫克也是第一位在太平洋地區與不同人士具廣泛接觸和交流的歐洲人。儘管了解到太平洋各個島嶼相距千里，但他仍正確地認為各地島民均具一定關聯（詳見馬來-波利尼西亞語族條目）。庫克又相信太平洋地區的波利尼西亞人應該起源於亞洲地區，這個看法後來得到英國人類遺傳學教授布莱恩·赛克斯等學者的支持；至於在紐西蘭，庫克到訪的事蹟則常被後人視為當地被殖民地化的序幕。
庫克的成就不單止為當時的英國所重視，而且也為西方多國所肯定。在1779年的時候，英國雖然正與北美十三州殖民地爆發獨立戰爭，但時在法國的美國駐法公使本傑明·富蘭克林依舊特別鄭重向美方所有戰艦發出指示，要求他們如果遇上庫克的艦隻，務必友善對待，不應視對方為敵，且不應作不必要的拘留。可是，富蘭克林在發出指示前約一個月，庫克本人早已於夏威夷島遇害身亡。

### 其他影響和爭議

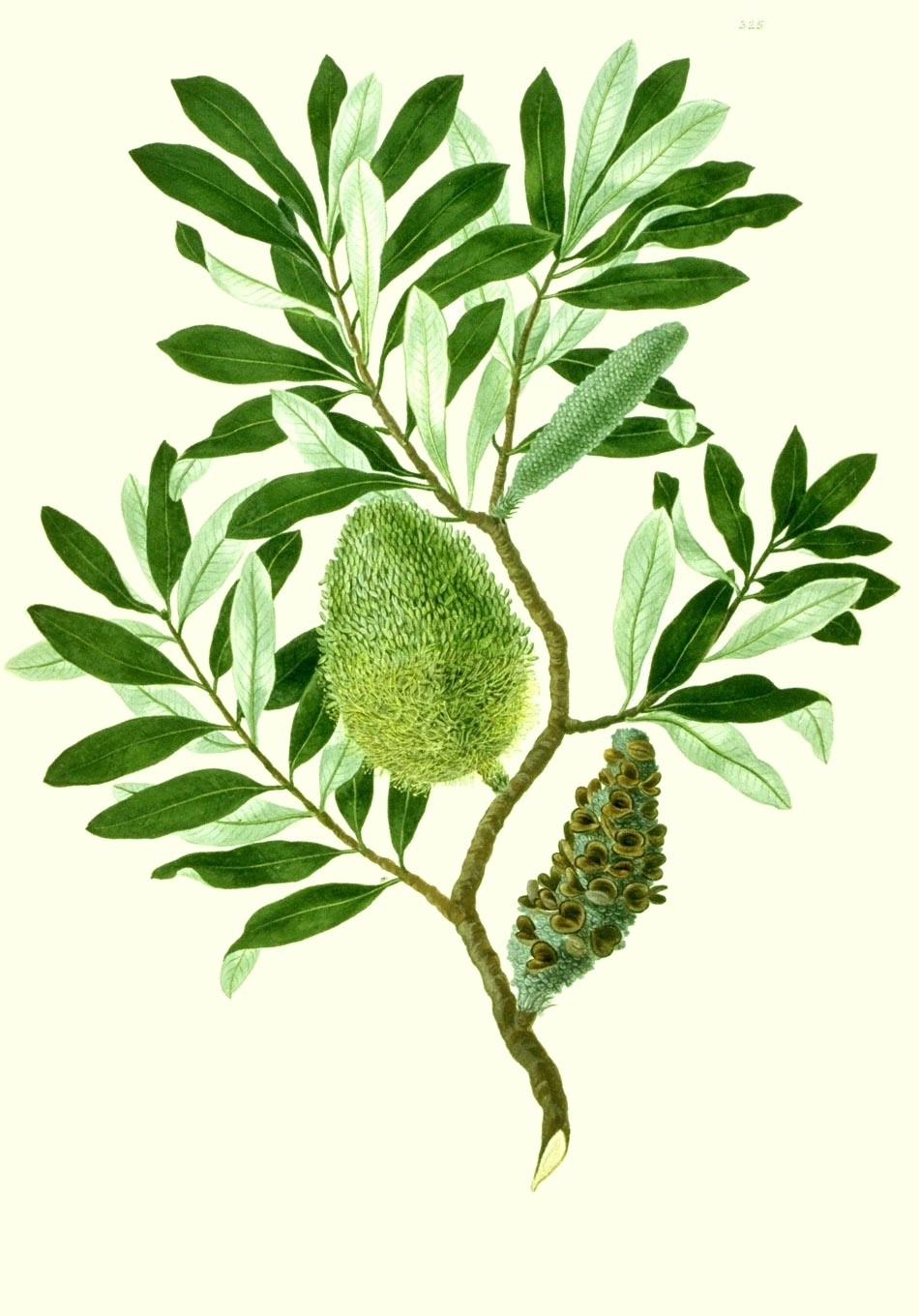
由西德尼·帕金森所作的一幅植物插畫

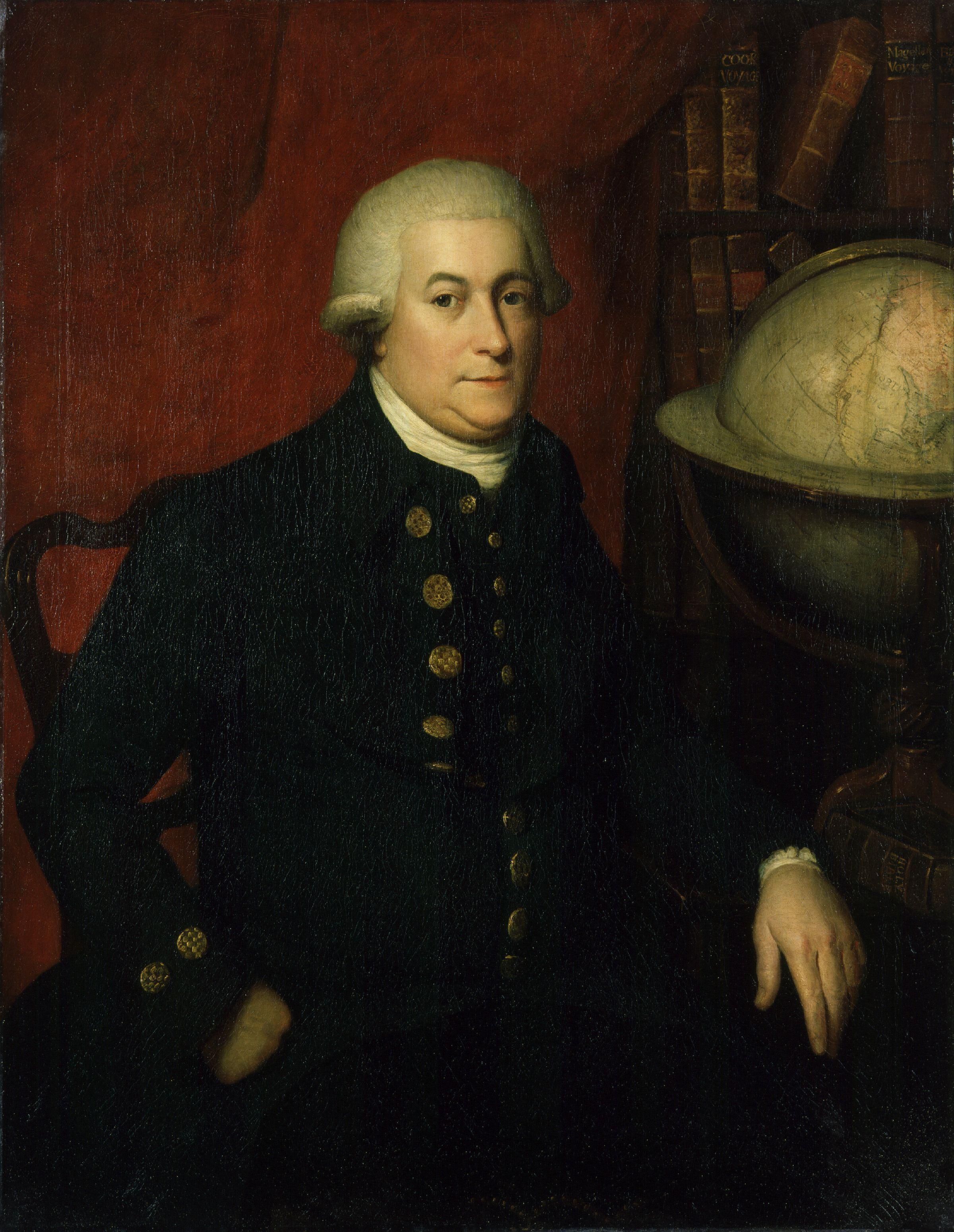
喬治·溫哥華

除了庫克以外，許多有機會參與航程的科學家及隨員，也在旅程途中作出不少重要貢獻。當中，參與第一次航海旅程的植物學家約瑟夫·班克斯和來自瑞典的丹尼爾·索蘭德兩人，在途中採集了超過3,000件植物標本。建基於其親身經歷，班克斯後來更成為英國在澳洲殖民的主要支持者之一。此外，在庫克第一次探索旅程中擔任隨船畫師的西德尼·帕金森（Sydney Parkinson）雖然在旅程結束前喪命，但他在旅途中遺下了264幅植物插畫，對當時的英國植物學界而言深具科學價值。在庫克的第二次和第三次航海旅程中分別擔任畫師的威廉·霍奇斯（William Hodges）和約翰·韋伯（John Webber），也在大溪地、復活節島、夏威夷和努特卡海峽等地繪畫不少風景畫和人物肖像，這些畫作均得以留傳後世。
不少隨庫克出海的皇家海軍初級軍官在日後也各有所成，曾經隨庫克出任航海長的威廉·布萊後來擔任HMS邦蒂號（HMS Bounty）艦長，並且是1789年邦蒂號叛變事件中被船員推翻的主角。布萊後於1806年出任新南威爾斯總督，但在1808年再於蘭姆酒叛亂中被起事軍人推翻。曾在庫克船隊中任職候補海軍少尉的喬治·溫哥華則在1791年至1794年間奉命帶領船隊探索北美太平洋海岸地區，對勘察北美西北岸一帶具重要貢獻。至於曾經參與庫克第三次航海旅程的喬治·迪克森（George Dixon），日後也組織了自己的探索隊到太平洋地區。
在18世紀中期，西方文明對其他文明的影響是西方思想家的辯論焦點之一，不少學者認為西方文明優化了其他文明，但也有學者認為西方文明的入侵腐化了其他文明。庫克的三次航海探索正值這個辯論的高潮，因此他的航海發現或多或少讓西方思想家對地球另一邊鮮為西方所知的文化有稍進一步的了解。不過，庫克對這個命題並不特別關心，從他的周記所見，也不見得出他對「高貴野蠻人」（Noble Savage）這種在當時盛行的看法有特別的興趣。在19世紀，波蘭裔英國小說家約瑟夫·康拉德曾經對歷代航海家和探險家的動機作出比較，他認為庫克以前的航海家和探險家主要以「掠奪」（acquisitive）為動機，而庫克則主要以「科學」（scientific）為動機，因此兩者本質上具有顯著的分別。但有其他學者認為，庫克三次航海旅程的費用要由英國政府動用公帑承擔，這意味出海的計劃和目的受到納稅人監察，在這種背景下，庫克在旅程途中也不時把新發現的地方宣告為英國領土，因此，如果說他的航海旅程完全不具「掠奪」性質，也不是準確的說法。
踏入20世紀以後，不少西方學者開始認為歷次航海探索行動，導致了性病、酒精飲料和槍械等隨西方文明傳入未為西方人開發的地方，對這些地方的禍害大於益處。同樣，庫克的新發現對太平洋地區的貢獻，以及他的遇害真相，也是學術界長久以來的爭辯焦點之一。普遍學者認為，庫克遇害的原因，是由於夏威夷島民的文明與西方文明不同，島民對庫克由盲目崇拜變成怨恨。這種看法得到由美國人類學家馬歇爾·薩林斯等學者支持；然而，也有學者質疑這種看法，認為把夏威夷島民視為較不理智的一群是不恰當的立論。支持這種看法的學者包括美國人類學家加納納什·奧貝賽克拉（Gananath Obeyesekere）等人，他們認為夏威夷島民與庫克一行人擁有同等的理智，庫克遇害是因為他的脾氣在旅途後期變得古怪，而且在島上掠奪物資，最終才會招來殺機。

### 對庫克的紀念

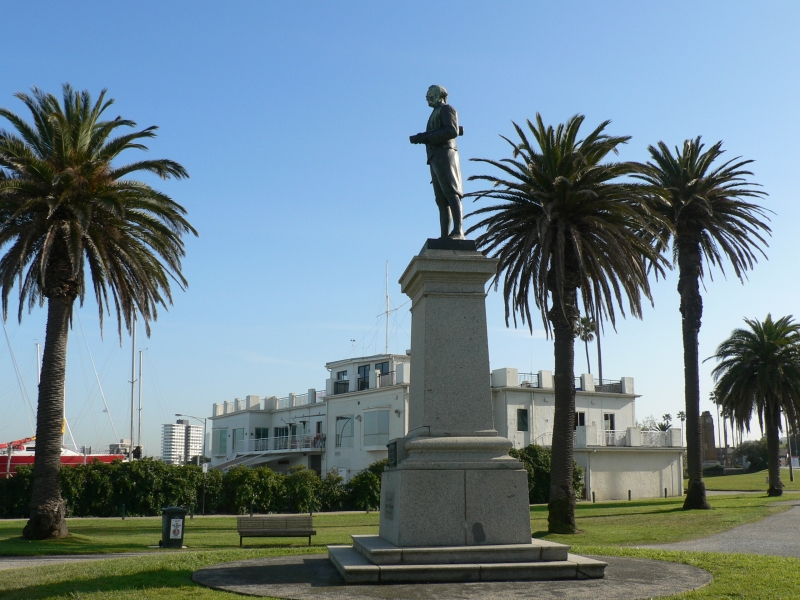
澳洲維多利亞省聖基爾達的庫克上校紀念雕塑

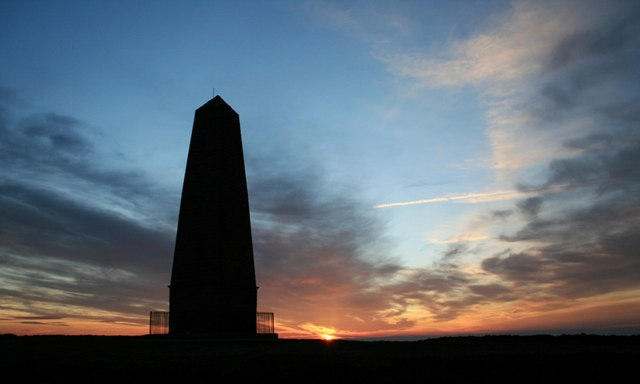
英國北約克郡伊斯比沼澤的庫克上校紀念碑

美國和夏威夷州均有不少事物紀念庫克。當中，庫克在夏威夷島遇害的地方附近有一塊白色方尖碑，方尖碑在1874年豎立，以紀念庫克遇害一事；在附近的一個小鎮，則被命名為庫克船長鎮（Captain Cook）。1928年，美國政府發行了一款為數10,008枚的50美分硬幣，紀念庫克發現夏威夷150周年，硬幣表面刻有庫克的形象，由於發行量少，因此這款紀念硬幣相當罕有和值錢。至於美國太空總署在太陽神15號登月任務中，對指令服務艙使用的呼號「奮進」、以及後來的穿梭機發現號和奮進號，都是以庫克的HMS發現號和HMS奮進號命名，而月球上的一處撞擊坑也被命名為庫克撞擊坑。
在澳洲、紐西蘭和大洋洲地區，不少地方均以庫克命名，當中包括庫克群島和庫克海峽，而遠至北美洲的阿拉斯加也有庫克灣，受庫克的影響，在澳洲文化中，英文俚語「Captain Cook」（庫克船長）一詞更常有「Look」（看）的意思。此外，昆士蘭北部設有詹姆士庫克大學，該校創於1970年，是昆士蘭北部第一所大學。除了上述地方，地球上也有兩處地方命名為庫克山，其中一座庫克山位於紐西蘭，是當地最高山峰；另一座庫克山則位於美國阿拉斯加與加拿大育空地區交界，是根據英美《阿拉斯加邊界條約》中劃定的其中一座邊境山峰。
在英國，早期以庫克為對象的其中一塊紀念碑位於白金漢郡瓦什府（The Vache）內，庫克生前是瓦什府的常客，而紀念碑則由曾任紐芬蘭總督的屋主海軍上將曉治·帕利澤爵士（Admiral Sir Hugh Palliser）豎立。帕利澤與庫克都是同時代的皇家海軍軍官，也是庫克的贊助人之一。1827年，北約克郡伊斯比沼澤（Easby Moor）又豎立了一座體積龐大的方尖碑，方尖碑的位置正好可以遠望庫克兒時的居住地大艾頓。1978年，為紀念庫克誕辰250周年，庫克的出生地馬頓還建成了庫克船長誕生地博物館。博物館位於斯圖爾特公園（Stewart Park）內，園內一處置有一座用花崗石打造的花瓶雕塑，用來標示庫克大約的出生地點。除了誕生地博物館，馬頓市內另有不少以庫克命名的事物，這些事物計有小學、購物中心和醫院等等，一座由瑞典雕塑家克萊斯·歐登柏格製作，籍以紀念庫克的水瓶狀雕塑，也在1993年豎立於馬頓市內。
在倫敦，位於沙德維爾大路附近一處大型商住屋苑內，置有一塊細小的藍色紀念匾，該匾標示出庫克當年在倫敦東區的大約居住地點。值得一提的是，英政府在2006年以庫克的全名為新建成的皇家研究船RRS詹姆士庫克號（RRS James Cook）命名，並取代退役的RRS查爾斯達爾文號（RRS Charles Darwin），為英國政府負起出海作科學研究的用途。

## 個人生活

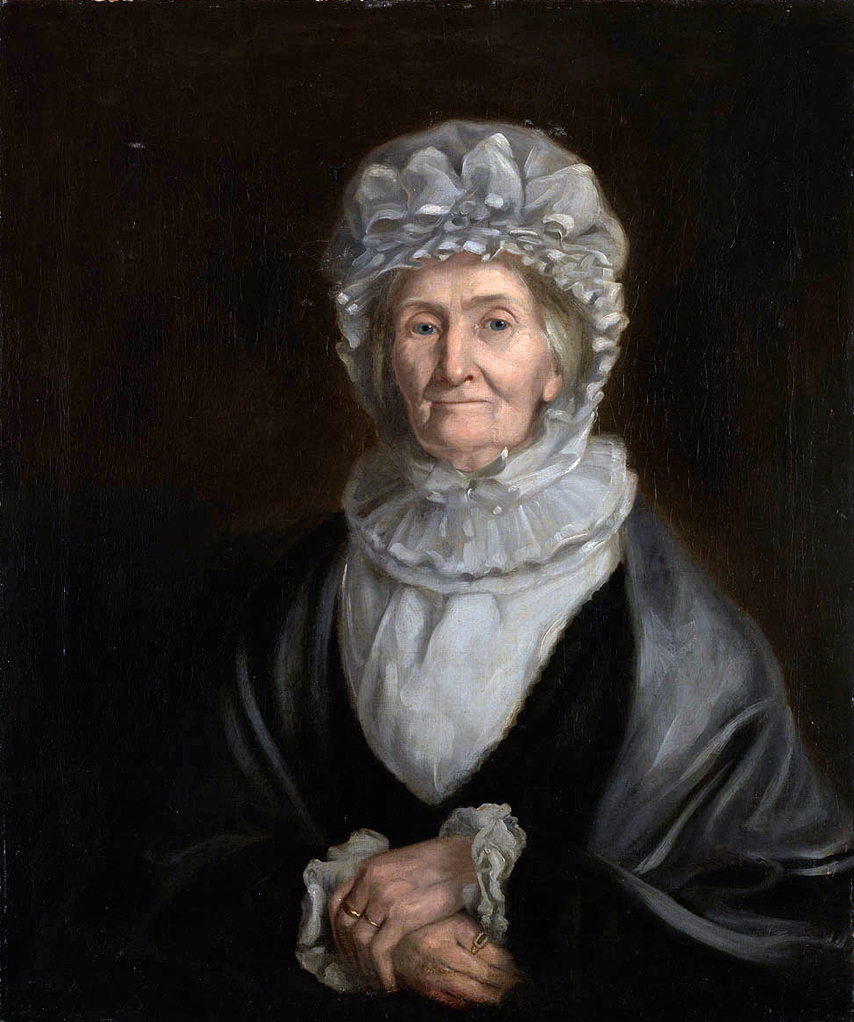
庫克的妻子伊莉莎白

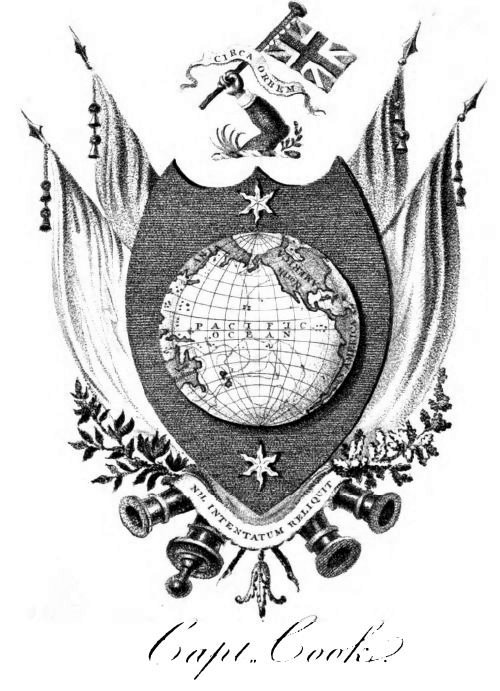
庫克家族的紋章，由英皇喬治三世於1785年頒授

1762年12月21日，庫克於埃塞克斯郡柏京的聖瑪格麗特教堂迎娶伊莉莎白·貝茲（Elizabeth Batts，1742年－1835年）為妻。伊莉莎白的父親塞繆爾·貝茲（Samuel Batts）在倫敦沃平開辦貝爾客棧（Bell Inn），也是庫克的啟蒙導師之一。庫克夫婦共有六名子女，分別是詹姆士（James，1763年－1794年）、納撒尼爾（Nathaniel，1764年－1781年）、伊莉莎白（Elizabeth，1767年－1771年）、約瑟夫（Joseph，1768年－1768年）、喬治（George，1772年－1772年）和曉治（Hugh，1776年－1793年）。在不出海的時候，庫克定居於倫敦東區，並且是沙德維爾（Shadwell）聖保羅教堂的會眾，他的長子詹姆士也是在那座教堂內受洗的。庫克的子女不是早夭早死就是沒有後裔，所以他死後也沒有傳下直系後裔。

## 榮譽
- 以下列出榮譽全稱及縮寫：^ 
  - 皇家學會院士（F.R.S.） （1776年2月29日[94]）
  - 科普利獎章 （1776年[35]）

## 附註
1. ↑  按1752年前通行的舊制儒略曆，其出生日期則為1728年10月27日。
2. ↑  庫克在周記中使用的是船舶用時，比正常的民用時快12小時，而且由正午開始計算，每天先計下午，上午次之，因此解讀其周記時有可能要把日期推前一天。[26]此外，鑑於當時未有統一的國際換日線，因此庫克在周記中標示的部份日期在解讀時也可能需要再推前一天。[26]

## 注腳
1. 1 2 3  Rigby & van der Merwe 2002, p. 25.
2. ↑  Stamp 1978, p. 1.
3. 1 2 3 4 5 6 7 8  Collingridge 2003.
4. 1 2 3  Mackay, David, "Cook, James （页面存档备份，存于）", Dictionary of New Zealand Biography. Retrieved 2012-01-25.
5. ↑  Collingridge 2003, p. 15.
6. 1 2 3  Horwitz 2003.
7. 1 2  Hough 1994, p. 11.
8. 1 2 3  Rigby & van der Merwe 2002, p. 27.
9. ↑  McLynn 2011, p. 21.
10. 1 2 3 4 5 6 7 8  Williams, Glyn (17 February 2011). "Captain Cook: Explorer, Navigator and Pioneer （页面存档备份，存于）", BBC. Retrieved 2011-09-05.
11. 1 2 3 4 5 6 7 8 9 10 11 12 13 14 15 16 17 18 19 20  Capper, Paul (1985–96). "The Captain Cook Society: Cook's Log Archive.today的存檔，存档日期2012-07-21", Life in the Royal Navy (1755–1767). Retrieved 2011-09-22.
12. ↑  Kemp 2005.
13. 1 2 3 4 5 6 7 8 9 10 11 12  "1911 Encyclopædia Britannica/Cook, James - Wikisource （页面存档备份，存于）". Retrieved 2011-09-21.
14. 1 2 3 4 5 6 7 8 9 10 11 12  David, Andrew C. F., "Cook, James", Oxford Dictionary of National Biography. Oxford University Press, 2004.
15. ↑  Hough 1994, p. 32.
16. 1 2 3 4 5 6 7 8 9 10 11 12 13  Mitchell, Jean Brown, "European exploration: The Age of Discovery （页面存档备份，存于）", Encyclopaedia Britannica. Retrieved 2016-04-30.
17. 1 2 3  "Captain James Cook (1728 - 1779) （页面存档备份，存于）", BBC History. Retrieved 2016-04-30
18. ↑  "History （页面存档备份，存于）", Antarctica Online. Retrieved 2016-04-30.
19. ↑  Rigby & van der Merwe 2002, p. 30.
20. ↑  "Secret Instructions to Captain Cook, 30 June 1768 （页面存档备份，存于）", National Archives of Australia. Retrieved 2011-09-03.
21. ↑  Mackay, Duncan (1986). "The Search For The Southern Land". In Fraser, B. The New Zealand Book Of Events. Auckland: Reed Methuen. pp. 52–54.
22. ↑  Capper, Paul (1985–96). "The Captain Cook Society: Cook's Log （页面存档备份，存于）", The First Voyage (1768–1771). Retrieved 2016-04-30.
23. ↑  "Cook's Journal: Daily Entries, 22 April 1770 （页面存档备份，存于）". Retrieved 2011-09-21.
24. ↑  "Once were warriors （页面存档备份，存于）", The Sydney Morning Herald. Retrieved 2011-09-21.
25. ↑  Robson 2004, p. 81.
26. 1 2  Fanning, Pauline, James Cook: His Early Life and the Endeavour Voyage （页面存档备份，存于）. National Library of Australia, 1970, p.40.
27. ↑  "Captain Cook: Obsession & Discovery. (Part 2 of 4) - Britain on DocuWatch - free streaming British history documentaries （页面存档备份，存于）", 2011.
28. ↑  Hough 1994, p. 180.
29. ↑  McLynn 2011, p. 167.
30. ↑  Hough 1994, p. 182.
31. ↑  The Parliamentarian Vol 89 - 90. General Council of the Commonwealth Parliamentary Association, 2008.
32. ↑  Hough 1994, p. 263.
33. ↑  "Captain James Cook: His voyages of exploration and the men that accompanied him （页面存档备份，存于）", National Maritime Museum. Retrieved 2007-10-10.
34. ↑  Beaglehole 1974, p. 444.
35. 1 2 3  "Award winners: Copley Medal （页面存档备份，存于）", The Royal Society. Retrieved 2016-04-30.
36. ↑  Hough 1994, p. 268.
37. ↑  Collingridge 2003, p. 327.
38. ↑  Collingridge 2003, p. 380.
39. ↑  Hayes 1999, pp. 42–43.
40. ↑  "Resolution Cove （页面存档备份，存于）". BC Geographical Names.
41. 1 2  Fisher 1979.
42. ↑  Vancouver, George and Lamb, William Kaye, A Voyage of Discovery to the North Pacific Ocean and Round the World, 1791-1795. Hakluyt Society, 1984.
43. 1 2 3 4  Obeyesekere 1992.
44. 1 2  Sahlins 1985.
45. ↑  "Mahiole （页面存档备份，存于）", Museum of New Zealand. Retrieved 2012-01-29.
46. ↑  Obeyesekere 1997.
47. 1 2  "The Last Visit of Captain James Cook to Hawaii （页面存档备份，存于）", Jane Resture's Oceania Page, 26 January 2009.
48. ↑  Collingridge 2003, p. 410.
49. 1 2  Stevenson, Andrew (2004-07-14). "Captain Cranky, portrait of an old explorer behaving badly （页面存档备份，存于）", The Sydney Morning Herald. Retrieved 2008-05-15.
50. ↑  Sheldon Dibble (1909). History of the Sandwich Islands. Honolulu: Thomas George Thrum. p. 61.
51. ↑  Collingridge 2003, p. 413.
52. ↑  Collingridge 2003, p. 412.
53. ↑  Collingridge 2003, p. 423.
54. ↑  Wagner 1972.
55. ↑  Cook, James (1784). A voyage to the Pacific Ocean （页面存档备份，存于）. Retrieved 2011-08-26.
56. ↑  "100 Greatest Britons (BBC Poll, 2002) （页面存档备份，存于）", Alchemipedia. Retrieved 2012-01-28.
57. ↑  "Celestial Sphere: The Apparent Motions of the Sun, Moon, Planets, and Stars - Earth, North, Axis, Approximately, Latitude, and Equator （页面存档备份，存于）". 2011. Retrieved 2011-08-26.
58. 1 2  Aughton, Peter, The Story of Astronomy. London: Quercus, 2011.
59. ↑  "Captain Cook – Cook's Chronometer – English and Media Literacy, Documentaries （页面存档备份，存于）", The National Film and Sound Archive of Australia. Retrieved 2011-08-08.
60. ↑  Fernandez-Armesto 2006, p. 297.
61. ↑  Stamp 1978, p. 105.
62. ↑  Cook, Captain James (2011). "The Method Taken for Preserving the Health of the Crew of His Majesty's Ship the Resolution during Her Late Voyage Round the World （页面存档备份，存于）", Philosophical Transactions. Royal Society Publications. Retrieved 2011-08-10.
63. ↑  Sykes 2001.
64. ↑  Franklin, Benjamin (1837). Tappan, Whittemore, and Mason, The works of Benjamin Franklin （页面存档备份，存于）, pp. 123–4. Retrieved 2011-09-22.
65. ↑  "The Endeavour Botanical Illustrations at the Natural History Museum （页面存档备份，存于）", The Natural History Museum, 2011.
66. ↑  "Sir Joseph Banks （页面存档备份，存于）". BBC, 2011.
67. ↑  Gilbert, L. A., "Solander, Daniel (1733–1782) （页面存档备份，存于）", Australian Dictionary of Biography. National Centre of Biography, Australian National University. Retrieved 2011-09-22.
68. ↑  "The Endeavour Botanical Illustrations at the Natural History Museum （页面存档备份，存于）", The Natural History Museum, 2011.
69. ↑  "The Art and Science of Exploration, 1768-80 （页面存档备份，存于）", Royal Museum Greenwich, 17 June 2014.
70. ↑  "Biography: William Bligh | Online Information Bank | Research Collections | Royal Naval Museum at Portsmouth Historic Dockyard （页面存档备份，存于）", Royal Naval Museum', 2011.
71. ↑  Phillips, Nan, "Vancouver, George (1757–1798) （页面存档备份，存于）". Australian Dictionary of Biography. National Centre of Biography, Australian National University. Retrieved 2011-09-22.
72. ↑  Gough, Barry M., "Dixon, George （页面存档备份，存于）", Dictionary of Canadian Biography Online. Retrieved on 7 on August 2011.
73. 1 2 3  "Background To Discovery （页面存档备份，存于）". Retrieved 2011-08-26.
74. ↑  Moorhead 1966.
75. ↑  "Captain Cook's Monument, Kealakekua Bay, Hawaii （页面存档备份，存于）", Waymarking. Retrieved 2011-09-22.
76. ↑  "Hawaii Sesquicentennial Half Dollar （页面存档备份，存于）", CoinSite. Retrieved 2016-04-30.
77. ↑  "Call Signs （页面存档备份，存于）", NASA. Retrieved 2011-05-21.
78. ↑  "Space Shuttle Endeavour （页面存档备份，存于） .   [2017-06-08]. （原始内容存档于2011-05-21）.", John F. Kennedy Space Center website. NASA. Retrieved 2011-05-21.
79. ↑  "Space Shuttle Discovery （页面存档备份，存于）", John F. Kennedy Space Center website. NASA. Retrieved 2011-05-21.
80. ↑  "Planetary Names: Crater, craters: Cook on Moon （页面存档备份，存于）", Gazetteer of Planetary Nomenclature. USGS/NASA. Retrieved 2011-09-21.
81. ↑  Sidney 1981, p. 160.
82. ↑  "Captain James Cook （页面存档备份，存于）". James Cook University, 2011.
83. ↑  "Aoraki Mount Cook National Park & Mt Cook Village, New Zealand （页面存档备份，存于）". Retrieved 2011-09-21.
84. ↑  "Map of Mount Cook, Yukon, Mountain - Canada Geographical Names Maps （页面存档备份，存于）". Retrieved 2011-09-21.
85. ↑  "CCS - Cook Monument at The Vache, Chalfont St. Giles - Access Restored （页面存档备份，存于）". Retrieved 2011-09-22.
86. ↑  "Great Ayton - Captain Cook's Monument （页面存档备份，存于）". Retrieved 2011-09-20.
87. ↑  "The Captain Cook Birthplace Museum. Marton, Middlesbrough, UK （页面存档备份，存于）". Retrieved 2011-08-08.
88. ↑  "Captain Cook Primary School （页面存档备份，存于）". BBC, 2 December 2004.
89. ↑  "Captain Cook Shopping Square （页面存档备份，存于）". Retrieved 2010-03-08.
90. ↑  "Captain Cook and the Captain Cook Trail （页面存档备份，存于）". Retrieved 2011-09-22.
91. ↑  "NERC – RRS James Cook （页面存档备份，存于）", The Natural Environment Research Council, 2011.
92. ↑  "Famous 18th century people in Barking and Dagenham", London Borough of Barking and Dagenham, Retrieved 2015-05-30.
93. ↑  Stamp 1978, p. 138.
94. ↑  List of Fellows of the Royal Society 1660 – 2007 （页面存档备份，存于）. UK: Library and Information Services, The Royal Society, 2007.
95. ↑  . International Plant Names Index.

## 延伸閱讀
- Aughton, Peter. . London: Cassell & Co. 2002. ISBN 9780304362363.
- Edwards, Philip (编). . London: Penguin Books. 2003. ISBN 0140436472. Prepared from the original manuscripts by J. C. Beaglehole 1955–67
- Forster, Georg (编). . Wiley-VCH. 1986. ISBN 9783050001807. Published first 1777 as: A Voyage round the World in His Britannic Majesty's Sloop Resolution, Commanded by Capt. James Cook, during the Years, 1772, 3, 4, and 5
- Kippis, Andrew. . George Newnes, London & Charles Scribner's Sons, New York. 1904.
- Richardson, Brian. (2005) Longitude and Empire: How Captain Cook's Voyages Changed the World University of British Columbia Press. ISBN 978-0-7748-1190-3.
- Sydney Daily Telegraph (1970) Captain Cook: His Artists — His Voyages The Sydney Daily Telegraph Portfolio of Original Works by Artists who sailed with Captain Cook. Australian Consolidated Press, Sydney.
- Thomas, Nicholas (2003) The Extraordinary Voyages of Captain James Cook. Walker & Co., New York. ISBN 978-0-8027-1412-1
- Villiers, Alan. . Quadrant. Summer 1956–57, 1 (1): 7–16.
- Villiers, Alan John, (1903) Captain James Cook Newport Beach, CA : Books on Tape, 1983.
- Williams, Glyndwr (编). . London: The Folio Society. 1997.

## 外部連結
- 一般資料
  - 詹姆斯·庫克學會 （页面存档备份，存于）
- 傳記資料
  - 'Cook, James (1728–1779)', Australian Dictionary of Biography, Volume 1, Melbourne University Publishing|Melbourne University Press, 1966, pp 243–244
  - Biography at the Dictionary of Canadian Biography Online （页面存档备份，存于）
  - James Cook biography from the Dictionary of New Zealand Biography
- 周記
  - The Endeavour journal (1) （页面存档备份，存于） and The Endeavour journal (2), as kept by James Cook – digitalised and held by the National Library of Australia
  - The South Seas Project （页面存档备份，存于）
  - Digitalised copies of log books from James Cook's voyagesat the  British Atmospheric Data Centre（页面存档备份，存于）
  - 詹姆斯·庫克的作品  - 古騰堡計劃
- 藏品與博物館
  - Cook's Pacific Encounters: Cook-Forster Collection online （页面存档备份，存于）
  - Images and descriptions of items associated with James Cook at the Museum of New Zealand Te Papa Tongarewa （页面存档备份，存于）
  - James Cook Birthplace Museum （页面存档备份，存于）
  - Hand drawn maps （页面存档备份，存于） of southeastern coast of Australia in the American Geographical Society Library